# ウルトラマンタイガ
『ウルトラマンタイガ』は、2019年7月6日から12月28日にかけてテレビ東京系列で毎週土曜 9:00 - 9:30 (JST) に放送された、円谷プロダクション制作の特撮テレビドラマ、および作中で主人公が変身する巨大変身ヒーローの名称。
キャッチコピーは「「タロウ」の息子の物語。そして「タイガ」がここにいる！」、「行くぜ相棒！バディゴー！」。

## 概要
『ウルトラマンギンガ』から始まったニュージェネレーションヒーローシリーズ第7作にして、令和最初のウルトラマン作品。
本作品では、シリーズを通して初めて一人の主人公の変身者がタイプチェンジではなく、3人のウルトラマンと共有して変身するというコンセプトが採用されている。また、作品を通してのヴィランとして『劇場版 ウルトラマンR/B セレクト! 絆のクリスタル』に登場したウルトラマントレギアが登場、彼がM78星雲光の国出身でかつてはウルトラマンタロウの親友だったことも明かされる。
過去のニュージェネレーションヒーローシリーズ同様、本作品でも日産自動車による車両提供が行われており、E.G.I.S.メンバーの移動車両としてエクストレイルが使用される。

## ストーリー
ウルトラマンタロウの息子ウルトラマンタイガ、惑星U40出身のウルトラマンタイタス、惑星O-50出身のウルトラマンフーマから成るチームトライスクワッドは、タロウやニュージェネレーションヒーローズと戦闘を繰り広げるウルトラマントレギアに挑むが、3人はタロウの前でトレギアによって消滅させられる。
時空を超え、宇宙人が密かに暮らす別世界の地球（パラレルアース）に辿り着いたタイガは、自分の身も顧みずに宇宙人から怪獣の幼体を守ろうとした少年工藤ヒロユキと一体化。12年後、民間警備会社E.G.I.S.の一員となり生物兵器として暴れる怪獣やそれを売買する宇宙人が絡む事件に直面したヒロユキは、絶体絶命の危機に陥った時、タイガからタイガスパークを授かり、タイガに変身して怪獣を撃破する。
かくしてヒロユキは、タイガだけでなく同じ時空にたどり着いたタイタスやフーマとも一体化し、怪獣や宇宙人、そして独自の目的をもって暗躍するトレギアの目論見から地球を守ることとなる。

## 登場人物

### E.G.I.S.
工藤 ヒロユキ（）
本作品の主人公。名前の漢字表記は優幸。E.G.I.S.の新人実働部隊員である22歳。母親の美幸（）は健在で、ヒロユキに思い出の品や故郷の品々を送っており、父親は警察官をしている。契約の範疇を越えて依頼人を手助けすることも厭わない熱い性格で、幼少期にチビスケ（キングゲスラの幼体）を救えなかった経験から、弱いものを守りたいという気持ちや、困っている者なら怪獣や宇宙人でも救いの手を差し伸べようとする心優しさと正義感、覚悟を併せ持つ。そのため、ホマレからは「熱血バカ」とも呼ばれている。
10歳の時、宇宙人からチビスケを助けようとして危機に瀕したところを光の粒子となって次元の狭間を彷徨っていたタイガと一体化。12年後、ヘルベロス出現に際してベビーザンドリアスを助けようとする意志をタイガに認められて、タイガへの変身能力を得る。
タイガがトライストリウムの力を得た際、トライスクワッド第4のメンバーとなった。
- 出身地は、演じる井上祐貴に合わせ広島県となった。第19話の辞表は実際に井上が書いたものが使用されている。

佐々木 カナ（）
E.G.I.S.の創設者兼女社長。名前の漢字表記は可奈。北海道出身の38歳。善良な宇宙人を理解しているため、彼らと地球人が共存共栄できる世界を願っている。そのため、分け隔てなく宇宙人とも接しており、ピリカやホマレの素性を知った上で彼らを仲間として受け入れた。かつては警視庁公安部外事X課に籍を置いていたが、宇宙人の少女を救えなかったことから退職し、独立。警備に関しては細かなことは気にしない豪放磊落な性格だが、金銭面に関してはシビア。
- メイン監督の市野龍一は、前作『R/B』のファミリー感を引き継ぐため、E.G.I.S.を疑似家族としカナを父親と母親を兼ねる存在と位置づけている。また、性格設定には演じる新山千春の人物像も反映している。

宗谷 ホマレ（）
E.G.I.S.の実働部隊員。25歳。血液型はO-X型。任務の遂行に忠実で契約外のことには関わらない主義だが、心根は兄貴肌でヒロユキをサポートする。食べることが趣味で、たい焼きが好き。タコが嫌い。
その正体は、かつて街の最強宇宙人ギャングとして名を馳せ、地球に移住したアヤマルム星人であり、人間離れした身体能力を発揮する。両親は蒸発しているため、高校卒業後は宇宙人たちとの抗争に明け暮れ頭角を示していたが、カナと知り合ったことで足を洗う。姓の宗谷は、地球人として生活するためにカナによって名づけられたため、彼女に大きな恩義を感じている。ヒロユキとピリカには正体を隠していたが、マジャッパ戦後に告白する。
- 市野は、ヒロユキとホマレの関係性について『ウルトラマンコスモス』の春風コンビをイメージしたと述べている。
- 食事のシーンでは、オイルドリンカーのオイル焼きを食べるシーンもあり、それを説明するセリフもあったが、本編ではカットされた。また、諒太郎が福岡県出身であることから福岡のラーメン『うまかっちゃん』も食べている。

旭川 ピリカ（）
E.G.I.S.のオペレーター。23歳（という設定）。オフィスからヒロユキやホマレをサポートする他、デジタルネットワークに詳しいため、サイバーセキュリティ案件も一手に引き受けている。マイペースで、ヒロユキを「ヒロくん」、カナを「カナちゃん」と呼び、「あいよ」や「承知の助」などが口癖など独特な言語感覚を持つ。買い物で仕事のストレスを発散させたり、インスタグラムでお気に入りの洋服を見つけ、髪型や服装を頻繁に変えているなどオシャレ好き。
人間らしい感性を持つ一方で、人間離れしたタイピング技能や常人の数倍の演算速度を発揮するが、その正体は、ウーラーの活動を止めるために対抗手段として宇宙に放ったエオマップ星の科学者が開発した、怪獣の生命活動を停止するデバイスを搭載したアンドロイドの1体として地球に送り込まれたピリカ03（）であった。だが、感情を持つバグが発生したことで破棄され、地球に流れ着き、ゴミ捨て場に倒れていたところをカナに救われた。そのため、ヘッドホンはアンドロイド時から着用していたデバイスでもあった。姓の旭川は、地球で生活するためにカナによって名づけられた。
ウーラーの出現とともに任務に覚醒し、一度はデータ化してウーラーの体内に入り消滅するが、再び元に戻った。
劇場版ではE.G.I.S.の副社長に就任。
- アンドロイドの伏線として、デスクの上にはピリカ03の腰に付いているピリカタワー（円筒形のオブジェ）が置いてあり、食事シーンでは物を食べていない。
- 「承知の助」などのセリフは、E.G.I.S.が防衛隊ではなく民間組織であることを表現するため、返答を「了解」や「ラジャー」ではなく市野が普段メールで用いている表現を取り入れており、カナに教えてもらったという設定となっている。映像をモニターに出す際の「出まーす」というセリフは、以前市野の同僚であったカメラ助手の口調を参考にしている。
- ピリカを演じる吉永はキーボードを打つシーンでは、自身の芸名「吉永アユリ」を遊び心で入力していたという。

### 敵対者
霧崎（）
ウルトラマントレギアの地球での人間態の姿。変身前後問わず、大きく仰け反るのが特徴。どの勢力にも属すことなく、E.G.I.S.の面々やヴィラン・ギルド、地球に潜む宇宙人たちを翻弄する。左右で白と黒に分かれた上着を着ている。
光の国に攻め入るための手駒としてタロウの息子であるタイガの体に闇のエネルギーを充填させて闇に堕とそうと画策し、怪獣を使役してモンスリングになるように仕込んでいたが、トライスクワッドの面々によって失敗。その後は自身の計画を打ち破るキーマンとなったヒロユキに執心し、彼を試すような行動をとる。
- 白黒の衣裳は市野のデザインによるもので、正義と悪が混沌としているトレギアのイメージを表している。

### その他
佐倉（）
外事X課の警部で、E.G.I.S.に宇宙人が絡んだ事件を依頼してくる。カナから「サクさん」と呼ばれている。
- シリーズ構成の中野貴雄は、立ち位置を『怪奇大作戦』の町田警部に例えている。

天王寺 藍（）
第7話・第8話に登場。古代のシャーマンの生まれ変わりである電波系霊能力ネットアイドル。右目が赤く、そこから霊能力を発揮する。そのため、右目は眼帯で隠していたことから友達には怖がられていた。九頭流村でのライブ配信のため、E.G.I.S.に護衛の同行を依頼した。
自分の力が人を不幸にすると信じていたため、本当の自分を否定して生きてきたが、タイガ フォトンアースを生み出すと同時に自分と向き合う勇気を取り戻す。
- 第7話・第8話監督の神谷誠は、ヒロユキと藍の関係性について『ウルトラマンティガ』第22話・第47話のホリイとミチルをイメージしたことを語っている。
- 眼帯は、当初はゴスロリ衣裳の一つとして用意されていたものでしかなかったが、監督の神谷誠の提案により目が赤いという設定が加えられた。

元宮 サチコ（）
第20話に登場。生命エネルギーを感知し地球人と宇宙人を識別する波動測定器CQを研究開発した東都大学工学部生体力学科元宮研究室の教授。名前の漢字表記は紗智子。人の足を踏む癖がある。幼少期に自分を救った「みっちゃん」こと宇宙人の友達である未知郎を探しており、そのためにCQを作った。
- 第20話監督の武居正能は、人の足を踏む描写が自然にはならないので苦労したことを語っている。

田崎 修（）
第21話に登場。E.G.I.S.に試験採用という名目で新人実働部隊員として入社した青年。母親の明日香（）がセイジが呼び出したゼットンの被害を受けたことで宇宙人全般に復讐心を抱いていた。
霧崎の策略でCQで発見したゴース星人にその憎悪をぶつけるが、パンドンの助命を懇願する彼の姿と自分自身を重ね、外見で判断することが過ちであると気付き、星人に謝罪した後、E.G.I.S.を去る。

シンジ
第22話に登場。ヒロユキにタッコングとギーストロンについて伝えた謎の少年。左頬にほくろがあり、ヒロユキに複数の宇宙人が宿っていることを見抜く。タコのように手が変化する。
ある程度の意思疎通が出来るらしく、年老いたタッコングではギーストロンには勝てないとし、ヒロユキに救済を求めた。そして、ギーストロンが撃退された後、地球の危機を警告してタッコングとともに海へと帰っていった。
- 『ウルトラセブン』第42話「ノンマルトの使者」に登場する真市をオマージュしており、ほくろや衣裳なども似せている。
- タコのように変化した手は、茹蛸の足をグリーンバックの前に揺らして、それを合成させている。

## 本作品のウルトラマン
ヒロユキがタイガスパークとウルトラタイガアクセサリーを使用して変身する、トライスクワッドのウルトラマンたち。各ウルトラマンの二つ名か特別な口上を叫びながらアクセサリーをリードし、「バディゴー！」の掛け声とともに変身する。活動時間は約3分間。
メンバーはヒロユキの自我を封じるようなことはせず、非戦闘時はヒロユキにしか見えないホログラム状の姿であるイメージ体で行動する。戦闘時や非戦闘時を問わず会話は可能で、その声はヒロユキや限られた宇宙人以外には聞き取ることができない。技の発動時、ヒロユキとともに技名を発することがある。
また、E.G.I.S.のメンバー以外はウルトラマンの名前を知らなかったため、地球の一般人やマスコミ報道では、怪獣が出現する度に現れて戦う正体不明の巨人と認識されていた。
ウーラー撃破から半年が経過した劇場版では、ヒロユキの力を借りずに実体化できるようになるまで力が回復したことを受け、トレギアとグリムドを撃破後にヒロユキと分離し、宇宙へと旅立つ。
『ウルトラギャラクシーファイト 大いなる陰謀』では修行中に宇宙恐魔人ゼットの襲撃を受けたことで、ゼットやその復活のきっかけとなったアブソリュートタルタロスとの戦いに他のウルトラ戦士たちと臨む。
- デザインは、胸部のプロテクターとグローブやブーツ風の手足が共通要素である[35][36]。
- 第1話の脚本を担当した林壮太郎は、ヒロユキとタイガの会話は声だけでのやり取りと想定していたが、声だけでは面白くないという監督の市野龍一からの提案によりイメージ体の設定が設けられた[22]。等身大では出さず、1話は2、3メートル、2話は小さくするなど合成によって大きさを自由に変えている[17][22]。

### ウルトラマンタイガ
光の勇者の別名を持つウルトラマン。M78星雲光の国出身でウルトラマンタロウの息子でもあり、ウルトラの父やウルトラの母とは祖父母と孫、ウルトラマンメビウスとは兄弟弟子の関係にある。父親譲りのアクロバティックな格闘技や強烈な破壊力を有した光線を活かしたバランスの良い戦い方を得意とする。名前はタイガスパークが由来であり、「太陽を抱く勇気のあるもの」という意味をもつ。
非常に若く、正義感の強い直情的な性格な一方、一心同体の関係にあるヒロユキを気遣う優しい一面もある。タロウに対しては敬意を抱いているものの、新人時代より周囲から名前ではなく「タロウの息子」と呼ばれる遠因となっているため、素直になれずにいたと同時にそう呼ばれることを嫌っていたが、ウーラーを倒した直後のトレギアとの戦いでそれを受け入れた。
タロウの前でトレギアに敗れて光の粒子となって次元の狭間を漂流していたが、チビスケを助けようとする10歳のヒロユキの強い意志に惹かれて彼と一体化。以来12年間、ヒロユキの中で回復に努めてヘルベロス戦で復活を果たす。その後は合流したタイタスやフーマとともに怪獣や宇宙人と戦うが、トレギアの策略によってモンスリングを使用し続けた結果、負の感情に支配された場面を見せ始める。そして、スカルゴモラを倒した直後のトレギアとの戦いの最中に闇に堕ち、一時的にヒロユキたちとの繋がりを断ち切られたが、ヒロユキから真の強さを説かれたことで彼との絆と正気を取り戻し、闇から解放された。
- デザインは後藤正行が担当[43][44]。タロウの息子ではあるが、ボディのメインは赤ではなく、シルバーとなっているが、最初はシルバーの体色から強化することで全身が赤くなるというコンセプトによるものであるが、最終的に令和1発目のウルトラマンであるため初代ウルトラマンと同様、赤と銀のベーシックなカラーリングとなった[36][44]。当初はタロウのイメージに近いカラーリングだったが、タロウとの差別化から成長していくに連れてタロウに似た姿となった[36]。ルーキー感を表現するため、随所にコバルトブルーが散りばめられており、全体的に若々しいイメージでまとめられた[36]。昭和ウルトラヒーローへのオマージュとしてあえてグローブとブーツに見えるような手足となっている[36][44]。胸アーマーにはゴールドが用いられていたが、強化形態で使うためあえて外された[36]。若さを表現するために目を大きくして童顔に見えるよう意識し、タロウとの差別化から胴部のラインや角の向きや形状を異なるものとしている[35][36][44]。額から伸びるトサカはセブンのアイスラッガーのような形状のタロウに対し、初代ウルトラマンのような形状となった[36]。角の下側に返しが付いており、目の周囲を斧の刃が覆うようなイメージとなっている[36]。プロテクターの形状は、肩とプロテクターとの間に隙間があるタロウのデザインを発展させ、身に纏っているような意匠に落とし込んでいる[35]。

#### 技（タイガ）
ストリウムブラスター
虹色に光りながら体内エネルギーを貯めた後、両腕をT字型に組んでタイガスパークのクリスタル部から発射する高熱の破壊光線。タロウのストリウム光線とは左右逆の、左腕が横で右腕が縦の構えを取る。
スプリームブラスター
オーブレットをリードして発動。光のエネルギーを増幅し、発生させた光の輪で破壊力が強化されたストリウムブラスターを放つ。
フレイムブラスター
ロッソレットをリードして発動。炎のエネルギーで強化されたストリウムブラスターを放つ。
アクアブラスター
ブルレットをリードして発動。水のエネルギーで強化されたストリウムブラスターを放つ。威力を弱めて、消火光線として放つことも可能。
タイガエメリウムブラスター
プラズマゼロレットをリードして発動する、額のビームランプから放つエメリウムエネルギーの光線。
ワイドタイガショット
プラズマゼロレットをリードして発動する、L字に組んだ腕から発射する破壊光線。
スワローバレット
体内エネルギーをタイガスパークに集め、十字に組んだ腕から連射される速射光弾。構えは右手が横、左手が縦。闇に堕ちた際は変化している。フォトンアース時にも使用。
ヘルスラッシュ
ヘルベロスリングをリードして発動。斜め袈裟懸けに広げた両手から三日月型の光刃を放つ。フォトンアース時にも使用。
モンスビームレイ
ギャラクトロンリングをリードして発動。魔法陣から電撃的な破壊ビームを発射する。
セゲルフレイム
セグメゲルリングをリードして発動。毒性を有した高熱の火炎で、敵を痺れさせる。
ファングウェイブ
ナイトファングリングをリードして発動。腕の前で発生させた攻撃性の破壊音波で相手の動きを封じる。フォトンアース時にも使用。
デロスイリュージョン
ギガデロスリングをリードして発動。3人に分身して同時に攻撃する。
サンダースパーク
ゴロサンダーリングをリードして発動。ウルトラホーンと両手から発生させた雷を敵に目掛けて電撃として放つ。
ハンドビーム
合わせた両腕からくさび形の赤い破壊光線を連射する。
タイガ光輪
手先からリング状にした光線エネルギーをカッター光線として放つ。
タイガスラッシュ
手先から光弾を放つ。劇中未使用。
タイガスプラッシャー
シャワー状にしたタイガスラッシュを手先から撃ち出す。
タイガウォール
前面に発生させた光のバリヤーで敵の攻撃を防ぐ。
タイガブロー
腕に全身のパワーを集中させて敵に連打するカウンターパンチ。ストレート、フック、アッパーなどのバリエーションがある。
タイガキック
ジャンプキック、ニーキック、回し蹴りなどのバリエーションがある。
タイガスウィング
背負い投げ、振り回し、逆落としなどのバリエーションがある。
タイガチョップ
鋭いチョップで、火炎をも切り裂く。

#### ウルトラマンタイガ フォトンアース
フォトンアースキーホルダーをダブルリードして転身する、大地天空の勇者の二つ名を持つタイガの強化形態。変身時の口上は「輝きの力を手に！」。「ウルトラヒーローズEXPO THE LIVE」ではヒロユキが直接変身している。黄金の鎧をまとった姿をしており、アース（地球）とシャイン（太陽）のエネルギーによってタイガ自身の光の力や攻撃力、防御力が格段に向上している。
- 光の国のエネルギーが融合するため、太陽の力ということとなった[36]。
- 二度目の強化形態がタロウに近い赤のため、ビジュアル的に変えるためにパワーアップの色として多く使用されている金色を前面に出している[36]。デザインは、有機的なラインの鎧など複数案が検討された結果、「装甲を纏ったようなビジュアル」というキーワードを元にタイガの胸部のプロテクター部分をアレンジして全身の鎧にするという方向でまとめられ、甲冑や鎧兜をイメージしたものとなった[55][36][44]。スーツは、当初肩や腰のプロテクターが一体成型となっていたが、スーツアクターの動きを阻害することから、デザイン画通りの別パーツ構成に改修された[55][44]。デザイン画では、バイザーを付けたものや巨大化した刃をイメージした頭部の角のものもあった[36]。
- 鎧の戦士のため、「ギシギシ」という鎧がこすれる音を入れている[56]。

##### 技（フォトンアース）
オーラムストリウム
地球のエネルギーを体内に集中した後、ストリウムブラスターと同じ体勢から黄金の短剣型の光弾を連射する。邪悪を静める聖なる力を秘めている。ギマイラ戦ではサラサの海の力を得たことで変化している。
ウルトラフリーザー
強力な冷気を生み出す。ギマイラ戦では麻璃亜が魔法で生み出した水を氷結させ、氷片を弾丸として放つ使用方法を見せた。
デロスイリュージョン
ギガデロスリングをリードして発動。分身を生み出し、複数方向から攻撃する。
フォトンアースブロー
タイガブロー同様に連打でパンチを放つ。タイガの2倍近い力を持つ。
フォトンアースキック
両足での飛び蹴りなどのバリエーションがある。
フォトンアースチョップ
チョップでスカルゴモラの角を一撃でへし折った。
フォトンアースドライバー
逆さに抱え上げた怪獣とともに大きくジャンプし、地面に脳天から叩き落とす。
- 当初は、別の技になる予定だったが、その体制がとれず、タイガの方が接地面が多くなってしまうため、タイガがやられているように見えてしまうことから、パイルドライバーとなった。撮影では、マジャッパのスーツを吊って高い足場から落として表現している。

#### ウルトラマンタイガ トライストリウム
タイガたち3体がヒロユキを介して合身した、絆の勇者の二つ名を持つタイガのさらなる強化形態。3体のウルトラマンが合身することで、凄まじい戦闘力を秘め、トレギアをも圧倒する。タイガトライブレードの鍔に相当するバーニングホイールを回転させ、イグニッショントリガーを押し込んで振り下ろすことで変身する。変身時の口上は「燃え上がれ、仲間とともに！」。体色は赤色の面積が多くなり、頭部の角も赤く大きく変化する。変身中はタイガが主導権を握っているが、トライスクワッドのメンバー全員で台詞を発することがある。
『ウルトラギャラクシーファイト 大いなる陰謀』では、ヒロユキと結んだ絆の意味を理解したうえで各自が特訓に励んだことでヒロユキを介さず変身を成し遂げ、新たにエネルギーを解放した虹色の姿トライストリウムレインボーになることが可能となる。
- デザインモチーフはタロウのウルトラダイナマイトのインスパイアから炎[64][36][44]。頭部の角や脇腹あたりや腕のアーマーは揺らぐようなラインで炎のイメージとなっている[36][44]。デザインコンセプトはタロウに近い姿で、タロウに寄せるために胸アーマーを足している[36]。シンプルな最終形態にしたいとの意向から、パーツは少なく、模様もタイガを踏襲している[64]。タロウの遺伝子が少しずつ発現してくるイメージで、タロウ同様、円いリベットが胸プロテクター部に加えられている[43][36]。顔つきは童顔であったタイガに対し、眉状の部位を下げて目つきを鋭くして精悍な顔つきにしている[64][44]。決定稿までは胸アーマーはなく立体的な模様の胸部となっており、シルバーや炎をモチーフとするため、赤やオレンジのカラーのものもあった[36]。リベットは頭部の両側にも付けるという案もあったが、顔がうるさくなることからシンプルにまとめられた[36]。
- 外見にはタイタスとフーマの要素がないため、それぞれの技の発動時に声を被せている[65]。

タイガトライブレード
トライスクワッドレットをリードしたことで誕生した長剣状のアイテム。タイガをトライストリウムに強化変身させる機能を持ち、変身後は炎の超エネルギーを全身に蓄えたメインウェポンとして使用される。炎の意匠が特徴で、片側の刀身にはタイガ、タイタス、フーマのカラータイマーの装飾が存在する。
タイガ主体では近接技、タイタス主体では横振りの中距離技、フーマ主体では逆手持ちの遠距離技とそれぞれ使用法が異なっている。
- 前作『R/B』の強化アイテムがキワミクリスタルで、ルーブジャイロにセットするものだったが、アイテムをセットするというのはフォトンアースキーホルダーでやっているため、単独の武器で強化するものとなった。ルーブコウリンが変わった形状のものだったため、鉄板アイテムである剣ということとなった。モチーフがタロウのウルトラダイナマイトを想起させる炎のため、炎が剣に着火し、だんだん強くなって燃え上がるイメージとなっている。トライスクワッドレットと剣先の意匠は同様の形状となっている。
- 『SSSS.GRIDMAN』ではアニメで実写の表現が取り入れられていたため、その逆の発想で特撮にアニメの表現である矯正パースが取り入れられることとなり、決めポーズでは、歪みの大きなGoProでタイガと背景を撮り、剣はカメラに近づけたものを別に撮り、それを合成させている。剣の長さは動きによって変わるため、舞い上がった炎でごまかしている。
- 玩具ではタイガスパークがなくても単体でも強化変身ができるため、トライスクワッドレットは付属させず、単品での販売となった。

##### 技（トライストリウム）
タイガトライブレードを用いた技は、柄の底にあるイグニッションスイッチを押し、バーニングホイールを回転させてエネルギーを充填した後にイグニッショントリガーを押し込むことで発動する。発動時は、対応するウルトラマンの幻影が出現する。
タイガブラストアタック
スイッチを1回押して発動する、タイガの力を宿した技。刀身より発生させた炎を全身に纏った状態で相手に突進し、至近距離でブレードを突き立てて敵を爆発させる。
タイタスバーニングハンマー
スイッチを2回押して発動する、タイタスの力を解放した技。炎のハンマーを、ハンマー投げの要領で相手に投げ付ける。
風真烈火斬（）
スイッチを3回押して発動する、フーマの力を解放した技。巨大な手裏剣状の青白い炎の斬撃で相手を一刀両断する。
トライストリウムバースト
スイッチを4回押して発動する、トライスクワッドの力を解放した技。赤、黄色、青で彩られた光線を剣先から発射する。
クワトロスクワッドブラスター
スイッチを数秒押したまま発動する、トライスクワッドとヒロユキの力を宿した技。赤、黄色、青、白で彩られた竜巻状の火炎光線を放つ。技の性質上ヒロユキがいないと発動できない。
タイガダイナマイトシュート
プラズマゼロレットをリードして発動する、ゼロツインシュートとウルトラダイナマイトを融合させた技。全身から虹色の人型の光線を出し、相手に発射する。劇場版ではタイガの状態で使用。
バーニングスピンチャージ
タイガトライブレードに炎を纏わせて構え、敵に空中回転しながら突撃する。
ウルトラダイナマイト
劇場版で使用。タロウのウルトラダイナマイトを見様見真似で発動し、彼を正気に戻した。
レインボーストリウムバースト
『大いなる陰謀』で使用。トライストリウムレインボーの状態でタイガトライブレードから虹色の斬撃を放つ。

#### ウルトラマンレイガ
劇場版に登場。タイガ トライストリウムのウルトラホーンにニュージェネレーションヒーローズの最強形態の能力と戦闘力の光のエネルギーを注ぎ込むことで、11人のニュージェネレーションヒーローズが一体化することで誕生した神秘の巨人。インナースペースでニュージェネレーションアイをヒロユキが着眼し、トリガーボタンを押すことでトライストリウムから変身する。
ニュージェネレーションヒーローズの力が体の各部に秘められ、体のラインから体内に溢れる光のエネルギーが迸る。頑丈な表皮で全身を覆い、武器は用いないものの、光線と格闘技を中心とした攻撃で敵と戦う。
- タイガの通常形態をベースにアレンジしているが、他の10人のウルトラマンの要素は入れていない[36][44]。ニュージェネレーション全員が一体化したため、多くの色を入れているが、最強形態にありがちな「ゴテゴテ感」はなく、プロテクターなども含めてスマートでシンプルにしている[70]。頭部の角の形状はタイガの検討段階での初期デザインのNG案をベースとしており、タロウやウルトラの父のように横から生えるものではなく、縦方向に伸びているものとなった[36][70][44]。ニュージェネレーションアイとの連動から目の周囲の青い意匠や赤い眉毛のようなパーツを入れており、かなり下げた眉のラインにすることでトライストリウムよりも目つきがキツめになるようにしている[36]。シルバー単色の胸という案もあったが、ニュージェネレーションレットの意匠も足している[36]。グローブとブーツはアーマーのようにカチッとまとめているが、アーマーについている円いリベットはタロウをイメージしたものではない[36]。角の形状や胸のプロテクターの異なるものも描かれた[43]。
- パワーアップのシークエンスは『ウルトラマン物語』のオマージュとなっている[71]。

##### 技（レイガ）
レイガ・アルティメットブラスター
ニュージェネレーションレットをリードして発動。腕を十字に組んで破壊光線を放つ。
レイガフォトンブロー
右拳に全身のエネルギーを集中させてストレートパンチを放つ。
レイガプロテクション
敵の攻撃を手で受け止めてそのまま弾き返す。

### ウルトラマンタイタス
力の賢者の二つ名を持つウルトラマン。モットーは、「賢者の拳は全てを砕く！」。ウルトラマンジョーニアス同様にU40のウルトラ人で、ボディービルダーを彷彿とさせる鍛え上げられた健全な精神と極限まで発達した全身の筋肉を兼ね備えたプロレス技を駆使した格闘戦を得意とする。冷静沈着かつ高尚な性格から賢者と称えられており、地球の諺からウルトラマンガイアやウルトラマンナイスの詳細にも通じるなど博識な面を見せる。そのため、トライスクワッドでは最年長であることも相まって、熱くなりがちなタイガやフーマを諫めることが多い。
赤子時代にヘラー軍団の一員とされる元ウルトラ人の父親の意志で単独でU40に送り届けられ、ウルトラ艦隊司令ザミアスに養育された過去を持つ。戦士団時代は「反逆者の子」である自らの出生に悩み、純粋なウルトラ人でないことの証である赤と黒のカラーリングを持つことから、超人態への変身を躊躇うなど繊細な一面を見せる。ヘラー軍団との戦争ではレジスタンスとして活動し、親友マティアの死をきっかけに巨大化能力に覚醒。戦争終結後は数々の訓練や試練を乗り越え、大賢者よりスターシンボルを授与されるまでに至った。
タイガが修行中に最初に訪れたU40でタイガと出会い、彼の真っ直ぐな人柄に惚れてトライスクワッドの一員となった。トレギアに敗れた後はタイガ同様に光の粒子となって宇宙空間を彷徨っていたが、事故死した宇宙飛行士の九条ナナの強い思いに惹かれてヒロユキたちの地球に到達。ナナの夫レントがトレギアの策略で変身したギャラクトロンMK2との戦闘後、ヒロユキと一体化する。
- U40出身という設定は、設定監修の足木が『ザ☆ウルトラマン』が好きだったことによるもので、40周年を迎えることから取り入れられることとなった[75][76]。
- 筋肉質なウルトラマンとしては『ウルトラマンオーブ』のウルトラマンオーブ サンダーブレスターが存在しているため、その差別化として知識に長ける年長者と設定された[25]。初登場回である第3話の脚本を手掛けた林壮太郎は、同話でのトレギアとの戦いのセリフでタイタスの方向性が見えたと述べている[77]。
- デザインは後藤正行が担当[43][44]。タイガが銀、フーマが青のため、イメージカラーを赤に振り分けている[36]。U40としての特徴はスターシンボルのみである[78][44]。円型のカラータイマーや、上半身と下半身の赤と黒のカラーリングが反転したものも描かれている[43][36]。アメリカンポリスのイメージも隠し味として落とし込んでいる[44]。マッチョ体型のため銀色などの膨張色が多いと太ってぼやけた印象になってしまうことから、黒を多く入れて全体的に締まって見えるようにしている[78][36][44]。U40出身のウルトラマンの身体が黒いという理由は、デザイン画の段階ですでに身体が黒かったため、脚本の足木がヘラー軍団の子孫という設定を後付けすることとなった[75][36]。
- 初登場の3話のCGのビル群素材は『ウルトラマンサーガ』のものを使用している[79]。

#### 技（タイタス）
プラニウムバスター
タイガスパークのバディスフィアから気力とエネルギーで生成した緑色のエネルギー光球を生成し、パンチして敵に撃ち出す。
レッキングバスター
ジードレットをリードして発動。赤黒い稲妻状の闇の破壊エネルギーで破壊力が強化されたプラニウムバスターを撃ち出す。
エレクトロバスター
エックスレットをリードして発動。緑色の電撃エネルギーが付加されたプラニウムバスターを生成し、X字に組んだ腕から撃ち出す。
アストロビーム
額のアストロスポットから発射する破壊光線。
ロッキングフレア
右腕にパワーを集め、合わせた拳からエネルギー波を放つ。劇中未使用。
タイタスフルパワー
エネルギーを集めた手刀で怪獣の尾を切断したり、怪獣の尻尾を引きちぎるなど怪力を活かした激しい攻撃。
ワイズマンズフィスト
一撃で怪獣の身体に穴を開けるほどの賢者の拳。第16話では闇に墜ちたタイガのスワローバレットを相殺した。
ワイズマンズラッシュ
目にも止まらぬ速さで連打するパンチ。
ワイズマンズマッスル
全身の筋肉に力を込め、合金以上に身体を硬化させて筋肉を壁のようにして敵の攻撃を跳ね返す。
タイタス・ボンバー
弾丸に見立てた体で敵に突進し、体当たりを仕掛ける。
マッスル・スラム
怪獣を持ち上げ、そのまま地面に叩きつける。
マッスル・スープレックス
怪力で抱え上げた敵を、脳天から地面に落とす。
タイタスプラネットハンマー
左手のマイナスエネルギーと右手のプラスエネルギーを敵に振り下ろして叩きつける。
マッスル・フライングアタック
敵を地面に叩きつけ、ダイビングボディプレスを放つ。
マッスルイヤー
全身の筋肉で地下に潜む敵の振動を感知する。
タイタスプラネットハンマー
右手のプラスエネルギーと左手のマイナスエネルギーを怪獣めがけて振り下ろす。
元はてれびくんなどで公募した「かくとうわざコンテスト」最優秀賞受賞作品。

### ウルトラマンフーマ
風の覇者の二つ名を持つウルトラマン。決め台詞は、「銀河の風と共に参上！」。ウルトラマンオーブやウルトラマンロッソ、ウルトラマンブルが力を得た惑星O-50の出身。忍者を彷彿とさせる素早い身のこなしとスピード戦法を身上とした、多彩な光線技を使用したファイトスタイルが特徴。
初対面時のヒロユキなど相手を「兄ちゃん」、タイタスを「旦那」と呼ぶなど荒っぽい口調で陽気な性格。後先考えずに行動する短気で感情的な一面もあり、似たタイプのタイガとはしばしば喧嘩になることがある。
人間だったころは、親が戦士の頂への登頂に失敗した後もO-50に留まり続けた異星人であることから「負け犬の子」と蔑まれた過去を持つ。その経緯からO-50を訪れる戦士から盗みを働くなど荒んだ時期があったが、ゲルグと出会ったことで彼に師事しながら万屋を経営するようになる。ゲルグが戦士の頂を目指して失踪し、後に他の戦士を襲うようになったことを知るとその討伐に当たり、依頼主である星間連盟によってゲルグとともに抹殺されかけるが、戦士の頂にてウルトラマンの力を授かったことで危機を脱出。以後はウルトラマンの姿を保って行動するようになり、O-50を訪れたタイガとタイタスに出会う。その性格からタイガとの関係は良好ではなかったが、次第に互いを認め合うようになっていった。
トレギアに敗れた後はクリスタルのペンダントに宿って宇宙人の間を渡り歩くが、クリスタルがヴィラン・ギルドの所有物だった際にヴォルグに持ち出され、デアボリックに苦戦するタイガと合流。戦闘後、ヒロユキと一体化する。
- O-50出身という設定は、『オーブ』や『R/B』がO-50出身であるため、取り入れられた[75]。
- 企画段階では、クールな忍者と熱血不良忍者の2案が検討され、既存のキャラクターとの重複を回避するために後者が選ばれた[25]。
- デザインは後藤正行が担当[43][44]。スピード系のためシンプルにまとめられた[87]。トサカの形状もスピード感をイメージしており、造形段階でも他のウルトラヒーローに比べて少しでも長くなるように調整されている[87][36][44]。カラータイマーは、O-50出身という設定からロッソやブルと同様の周囲に模様のあるデザインとなった[87][44]。顔は左目に傷を入れるという案も存在したが、シンプルさを追求するためオミットされた[87][36][44]。ブルーとシルバーを反転させたものや、忍者っぽさを強調するため黒の分量が多いものも描かれた[43][36]。
- 初登場の第4話では、『ウルトラマンX』でも取り入れられた逆光とスパイラル着地でスペシャル着地にし、「せいや！」という言葉を使ったり、走る際にキーンというポーズをしたり、ダサくなるギリギリのところまですることで濃い目のキャラにし、スピードや風のキャラを映像として表現している[88]。敵の周囲を旋回しながら手裏剣を放ち続けるのは、敵の攻撃を縫って相手の弱点を探っていると想定している[89]。

#### 技（フーマ）
光波手裏剣（）
速射する手裏剣状のエネルギー体。敵の光線を弾き返したり、撃ち返すなど戦いの始めに放つことが多い。
光波手裏剣・斬波の型（）
鋭利な矢じり状にした光波手裏剣を放つ。
極星光波手裏剣（）
光のエネルギーを腕のクリスタル状の部分から取り出し、素早く十字手裏剣状のエネルギー体に変換し、放つ。防壁としても使用する。
七星光波手裏剣（）
ギンガレットをリードして発動。プラズマエネルギーによって斬撃力が増大し、7色に輝くようになった7枚の光波手裏剣を放つ。居合いのような構えから放つ場合もある。
鋭星光波手裏剣（）
ビクトリーレットをリードして発動。ビクトリウムエネルギーによってV字型に変形させた光波手裏剣を生成し、矢のように射出するか剣のように手に持って敵を貫く。
光波剣・大蛇（）
鋭い光の剣を右手に発生させて高く構え、敵を斬る。
轟波動（）
波動を腕から放ってその勢いで宙に舞い、敵の攻撃をかわす。
嵐風竜巻（）
体の周囲に発生させた竜巻で、敵の攻撃を跳ね返す。
幻煙の術（）
印を結んで、発生させた煙に隠れて瞬間移動をする。
超波動探知（）
精神を集中させて研ぎ澄ました感覚で、見えない敵の位置を感知する。
垂直落下式弾丸拳（）
高空から急降下して強力な頭突きを放つ。
疾風光波脚（）
キックと同時にエネルギー波を両足から放つ。劇中未使用。
迅雷蹴撃（）
高空から敵の弱点に踵落としを決める。
烈火蹴撃（）
素早く放つストレートキック。劇中未使用。
疾風蹴撃（）
連続でジャンプし、回し蹴りを放つ。
烈蹴撃（）
エネルギーを込めた右脚で、エネルギーをキックとともに叩き込む。
破岩斬鉄拳（）
怪獣の硬い皮膚をも切り裂く素早いチョップ。
神速残像（）
高速で移動して残像を生成し、敵を混乱させる。
ストライクスマッシュ
避けることが不可能なスピードで敵に放つキック。
元はてれびくんなどで公募した「かくとうわざコンテスト」最優秀賞受賞作品。

### スペック
| 名称                                | 年齢    | 身長 | 体重     | 飛行速度 | 腕力   | 握力     | 走行速度  | 水中速度  | 地中速度  | ジャンプ力 | 出典          |
| ----------------------------------- | ------- | ---- | -------- | -------- | ------ | -------- | --------- | --------- | --------- | ---------- | ------------- |
| ウルトラマンタイガ                  | 4,800歳 | 50 m | 4万 t    | マッハ10 | 6万 t  | 4万5千 t | マッハ2.4 | 150ノット | マッハ1.5 | 800 m      | [ 出典 37 ]   |
| ウルトラマンタイガ フォトンアース   | 4,800歳 | 50 m | 5万5千 t | マッハ8  | 10万 t | 7万 t    | マッハ1.5 | 130ノット | マッハ0.8 | 600 m      | [ 出典 38 ]   |
| ウルトラマンタイガ トライストリウム | 4,800歳 | 50 m | 5万5千 t | マッハ15 | 10万 t | 8万 t    | マッハ5.0 | 300ノット | マッハ3.0 | 1,500 m    | [ 60 ]        |
| ウルトラマンタイタス                | 9,000歳 | 55 m | 5万 t    | マッハ7  | 15万 t | 9万6千 t | マッハ1.5 | 130ノット | マッハ0.7 | 500 m      | [ 出典 39 ]   |
| ウルトラマンフーマ                  | 5000歳  | 48 m | 2万5千 t | マッハ15 | 4万 t  | 2万8千 t | マッハ6.0 | 200ノット | マッハ3.0 | 900 m      | [ 出典 40 ]   |
| ウルトラマンレイガ                  |         | 50 m | 5万 t    | マッハ30 | 20万 t | 10万 t   |           | 300ノット | マッハ1.5 | 2,000 m    | [ 68 ] [ 66 ] |

## 登場怪獣・宇宙人

### 本作品の新怪獣
最凶獣 ヘルベロス
第1話、第16話、劇場版に登場。凶悪怪獣として宇宙に名を馳せている。身体中から生えた刃が特徴で、腕にある刃ヘルエッジからカッター状のエネルギー波ヘルスラッシュを放つことができるほか、火球や背中の棘ヘルスパイクからの剣状の稲妻ヘルエッジサンダー、頭の角から放つ真紅の電撃ヘルホーンサンダーなど多彩な技を持つ。
霧崎によって地球に召喚され、ヤングマザーザンドリアスとゼガンの戦闘に乱入すると尻尾ブレードテイルの一撃でゼガンを撃破し、ベビーザンドリアスを助けようとするヤングマザーザンドリアスを一方的に攻撃する。タイガと戦闘になると、ヘルスラッシュなどを駆使してタイガを苦しめるが、ストリウムブラスターによって怯み、最期はスプリームブラスターを浴びて爆散する。
その後、霧崎がリングの力を解放する形でナイトファングとともに復活。闇に堕ちたタイガを助けようとするタイタスやフーマの前に立ちはだかるが、タイガの覚醒を許し、トライストリウムに強化変身した彼のタイタスバーニングハンマーによって再び撃破される。
- デザインは円谷プロダクション製作部デザインチームの井野元大輔が担当した。「地獄からの使者」というオーダーを元に灼熱なイメージがある地獄で生きていることから分厚い皮膚となり、鎧のようなものとなった。ゼガンを突き刺すという描写から当初は手が槍状であったが、その後体のいたるところに刃があり、尻尾に剣を巻きつけたデザインに改められ、監督の市野龍一からの要望によりオーソドックスな怪獣としてまとめられた。コンセプトの一つとして「全身が武器となった怪獣」というものがあったため、胸はおろし金のようなトゲトゲした形状となっている。自分の意志で考えるのではなく、本能的に攻撃するという井野元の自分設定を元に当初は脳みそがないかなり凹んだ頭部となっていたが、ヘルベロスの象徴である剣を尻尾だけではなく、頭部にもつけることが監督から要望されたため、頭部の刀の形状をヤギの顔をした悪魔の角のような感じにアレンジしている。配色は、複数案の中から青いゼガンとの対比として、真田幸村の甲冑を思わせる黒と赤が選ばれた。配色はこの他にマグマが燃えている状態の金色や白と黒があったが、白と黒は霧崎の衣装と被るため、却下となった。

『ウルトラギャラクシーファイト 大いなる陰謀』に登場するヘルベロス
Chapter.1に登場。惑星ミカリトにてマガオロチの卵を護衛しており、調査に訪れていたウルトラマンリブットとウルトラマンマックスを強襲。スラン星人との連携でマックスを捕獲し、リブットを撤退させる。3日後、救援に現れたリブットたちに再び襲いかかり、ウルトラマンパワードと対戦するも、最後はメガ・スペシウム光線を撃ち込まれて爆散する。

毒炎怪獣 セグメゲル
第5話、劇場版に登場。セゲル星人が他の惑星を侵略する際に使役する怪獣。口から火炎の渦フレイムボルテクスを吐き、鋭い牙で噛み付くセゲルバイトなどの技をもつ。体液や口から放つ火炎ビームセゲルフレイムには毒性があり、浴びた部位から毒が体中に浸透する性質をもつ。また、召喚士がいる限り、何度でも新たな個体が現れる。
葵によって世田原区に召喚され、駆けつけたタイガをセゲルフレイムで追い詰めるもストリウムブラスターの零距離射撃によって爆散。その後再び葵によって召喚され、セゲルフレイムや電撃を帯びた光線、尻尾攻撃などでタイガやフーマ、タイタスを苦戦させる。しかし、ピリカの言葉に心を動かされ、自らを犠牲に猛毒を無効化する抗体となった葵がタイタスと融合すると形勢が逆転し、最後はエレクトロバスターによって撃破される。
- 名称はエジプト神話の獅子の頭を持つ神セクメトとコブラの頭を持つ神メルセゲルを掛け合わせた造語となっている。
- デザインは井野元大輔が担当した。田口が書いたラフスケッチを元にデザインされた。名称の由来に基づきデザインもヘビとライオンをモチーフとしており、眉間から顔の上顎に掛けてはヘビの要素、牙と下顎はライオンの要素で構成されているため、横と背面からはヘビの冷たさ、正面からはライオンの獰猛さが見えるよう造形段階でアレンジしている。ライオンを主体としたもの、ヘビを主体としたもの、半々に混ざったものの3種類のラフの中からライオンとヘビのハーフが選ばれ、そこに女神の要素を足したものとなった。鱗と鬣は鎧のような形状にしている。甲羅の筋彫りは二股に分かれた蛇の舌がモチーフで、額、腕、背面、尻尾、背中のトゲにも同様のものが入っている。爪はライオン、足回りは進化した蛇の鱗をイメージしている。目は『ゴジラ・モスラ・キングギドラ 大怪獣総攻撃』のゴジラの白眼の中に白濁してぼやけたような黒目があったため、ボロボロになって死んだ目のイメージとして取り入れられた。体型は女神であるため、膨らんだ胸や細い腰回りなど女性らしいものにしている。田口は、本来は葵の母星の守護神で本来は美しい姿だったが、酷使されて劣化した姿となったと想定しており、造形段階で傷を付けたり、筋彫りもところどころ欠けたものとなっている。カラーリングは金色やアルビノの白い蛇を意識したものもあった。
- スーツは当初は、『ウルトラマンX』のデマーガの着ぐるみを改造する予定だったが、最終的に新規造形となった。
- ピリカと葵が楽しんでいた思い出の象徴である観覧車を壊すことで、破壊や侵略によって奪われるものを象徴的に描いている。当初は2人が乗る案もあったが、時間的に難しいため断念し、2人の後ろに入れ込んで撮影している。

『ウルトラマントリガー NEW GENERATION TIGA』に登場するセグメゲル
『ウルトラマントリガー NEW GENERATION TIGA』第18話「スマイル作戦第一号」に登場。
超古代の地球星警備団が使役していた怪獣。超古代にトリガーダークと戦い、セゲルフレイムで苦しめるが、カルミラが加勢に入ったことで追い詰められ、両者の必殺技によって撃破される。
- スーツアクター：新井宏幸

悪夢魔獣 ナイトファング
第7話、第8話、第16話、劇場版に登場。太古のシャーマンによって地球のエネルギーを利用して地図から消された九頭流村（）の赤目山の赤目祠に封印されていた怪獣。伝承では皆既日食の日に九頭流村に降り立ち様々な災いをもたらしたため「赤目様」と崇め奉られ、多くの旅人や住民が生け贄として差し出されたとされる。頭部に隠されている第3の目から邪悪な怪音波ナイトメアウェイブを発生させることで、それを聞いた人間に悪夢を見せることができ、その際に発生する苦しみのエネルギーを糧とする。
現代の皆既日食の日に、ババルウ星人とフック星人が天王寺藍に霊能力を行使させたことで復活。タイガを退けて都市部に移動するとナイトメアウェイブで人々を悪夢に陥れ、その苦しみを糧として吸収するが、ピリカが作製した逆位相の音波をE.G.I.S.が街中に流したことでエネルギーの搾取に失敗。駆けつけたタイガと再び戦闘状態になるとナイトメアウェイブや額の口から放つ火球ファングヴォルボールによって有利に立ち回るが、タイガがフォトンアースに強化変身すると形勢が逆転し、オーラムストリウムによって爆散する。
その後、霧崎がリングの力を解放する形で復活。ヘルベロスとともにタイタスやフーマの前に立ちはだかるが、トライストリウムに覚醒したタイガのタイガトライブレードによる連撃によって撃破される。
- デザインは井野元大輔が担当した。初期案は、邪神というお題のワードからクトゥルフ神話をモチーフとした『ウルトラマンティガ』のガタノゾーアをモチーフとしたもの、名称の由来である「夜の牙」からコウモリとオオカミをモチーフとしたもの、海の中の闇である深海生物の集合体の3案があり、監督の神谷誠が深海生物案を採用した。当初は一つ目はなく、本来の目は首回りの二つの目だったが、監督の神谷の提案で開いた角から単眼が出てくるというギミックとなった。神谷の意向により各部の爪や目がある首元辺りは上下逆さになった不気味に笑った人間のように見える顔がつけられ、結果的にガタノゾーアのオマージュにもなった。井野元の個人的な設定として深海に笑いながら沈んだ王様の怨念を吸収しているため、その姿が露出したものとなったイメージとしている。多くの人々の悪夢を吸収しているため、複数の深海生物をモチーフに取り入れており、胸部はグソクムシ、翼は映画『巨大アメーバの惑星』に登場するコウモリグモ（コウモリダコ）の裏返した足の膜の牙のような部位、触手はイソギンチャクをモチーフとしている。触手はCGで描くことから動かすことは予算的に難しかったため、うにうにと揺れ動くような形状のデザインとなっている。カラーリングはピンク、青、紫、黒のものもあった。
- 当初はスーツはキメラベロスを改造する予定で、デザイン画でも翼の形状はキメラベロスに酷似しているが、造型の段階で新規造型となり、改造されたものは別のものに流用された。飛行シーンで翼を合成するという撮影手法はキメラベロスを踏襲している。

『ウルトラギャラクシーファイト 大いなる陰謀』に登場するナイトファング
Chapter.2に登場。惑星デスターを訪れたウルトラマンタロウとウルトラマントレギアアーリースタイルを襲い、額の目から放った催眠音波でトレギアに悪夢を見せる。最期はタロウのウルトラダイナマイトによって撃破される。

水異怪獣 マジャッパ
第9話に登場。大昔に水獣の守り人と呼ばれる宇宙人一族によってとある惑星で封印された怪獣。細い鼻からはマジャッパ水流やマジャッパ芳香と呼ばれる麻痺効果や幻覚作用を有する粉末を吐くことができるほか、両腕の吸盤から放つ吸引光線マジャッパ吸引、マジャッパ迷彩で周囲の景色に紛れる能力を持つ。
行方マイコが所有していた祖母の形見のタリスマンの中に封印されていたが、それを狙ったヴィラン・ギルドとの戦闘の最中にタリスマンが破壊されたことで復活。フーマやタイガをマジャッパ芳香やマジャッパ迷彩で翻弄するが、マイコの能力によってマジャッパ芳香を無効化され、最後はフォトンアースに強化変身したタイガのオーラムストリウムによって爆散する。
- 第9話の監督を担当した武居正能は、『ウルトラマンオーブ』に登場した水ノ魔王獣 マガジャッパの素体となった怪獣と想定している。
- 惑星のシーンはプールで撮影され、空と月の色を変えることで別の惑星ということを表現している。

惑星守護神 ギガデロス
第14話、劇場版に登場。イルトがとある銀河の彼方にある惑星で怪獣災害から星々を守るために複数製造・配備した防衛マシンのロボット。右腕に剣、左腕に火砲と盾を装備し、光線などの攻撃を受けると、そのエネルギーを吸収・利用して分身するデロスイリュージョンと呼ばれる技を持つ。霧崎＝トレギアによって憎しみの感情を埋め込まれたことで暴走し、一時的に平和になったはずの守るはずだった星々を100年後に滅ぼして宇宙の各所に散らばったとされる。
地球に存在した個体は地中から出現し、分身能力を活かしてフーマやタイガを苦しめるが、フォトンアースに強化変身したタイガのファングウェイブによって分身を消滅させられ、最期はオーラムストリウムによって撃破される。
- デザインは漫画家の加藤礼次朗が担当した。当初はアメーバ状の分身怪獣と想定されていたが、後に神として崇められた存在、分身能力を持った生物兵器という設定が追加された。市野の意向により、尻尾や背びれなどアクションの妨げになりそうな飾りは排除されてシンプルな人間型となっている。市野の「凶悪な生物が神の鎧の下に封じ込められている」というイメージから、マスクは「静かな機械の神」である左半分、「割れた鎧の中から顔を出した怪物」の右半分と左右別々の顔を持った非対称のデザインだったが、決定稿では左右共に静かな顔のものとなった。ボディは火焔型土器をモチーフとしており、土器からメカニカルな大蛇（オロチ）が鎌首をもたげる様をイメージしている。オーソドックスな恐竜型が多かった本作品の新怪獣とのフォルムの差異として逆三角形の体型となっている。複数の脳がある恐竜という説から、自己意志を持つ武器であるギガデロスは複数の意志の集合体であると考え、頭が吹き飛ばされても体の武器が残っていたと空想し、左手の銃や右手の剣に顔（瞳）に見える意匠を残している。
- 分身の描写は、合成だけでなくカット割りや編集でも表現している。
- 脚本を担当した勝冶京子は、ギガデロスを闇落ちしたタイガを予見した存在と位置づけており、ヒロユキのセリフでも言及させている。

雷撃獣神 ゴロサンダー
第19話、劇場版に登場。姿を見た者は死ぬと宇宙に名を轟かせている戦いを生き甲斐とする厄災の鬼神。人語も喋る。雷の力を操り、1兆ボルトの電圧と1億アンペアの電波を発するゴロン棒という棍棒が武器で、胸の太鼓をドラミングさせ、腕の吸排口から竜巻型の雷撃ゴロタツマキと雷撃サンダースパークを放つ。
霧崎によって召喚され、カナをヘソの中に捕えるが、タイガ トライストリウムのタイタスバーニングハンマーに倒された。
- デザインは円谷プロの造型チームLSSの渡邊靖将が担当した。辻󠄀本が書いたラフスケッチを元にデザインされた。「雷神」というコンセプトを元にしているが、栃木ではお年寄りが雷を「雷様（）」と読んでいたことから、童話や民間信仰のイメージを反映させている。金棒をモチーフとした手甲や鬼の角を模したタービンを配した両肩など間接的に鬼の要素を取り入れている。辻󠄀本は、タロウの息子であるという番組の要素を意識して、『タロウ』のモチロンやドロボンのような70年代のウルトラ怪獣を彷彿させるシルエットの面白さを追求した二足歩行怪獣とイメージしていた。脚本を担当した森江美咲は、仮デザインを見てカナをへそに捕らえるということを提案した。
- スーツ製作は開米プロダクションが担当。当初はペダニウムゼットンやマガオロチを改造する想定だったが、辻󠄀本の具体的なイメージからそれを元にデザインする方向性となったが、初期から稲妻を武器とする怪獣というコンセプトはあった。スーツは新規製作しているが、腕や足は一部過去キャラクターのジャンク品を流用している。
- 辻󠄀本の意図で、一定の知能がありながら高い戦闘力を有するキャラクター像となり、タロウの息子の物語ということから、「ネオメルヘン」の世界観が表現された『タロウ』のような怪獣を登場させることとなった。初登場時は5メートル大であったり、ドラミングや人語を話すなど、得体のしれない予想外のキャラクターであることを強調している。一方、巨大戦では単純明快なバトルを意図している。

凶猛怪獣 ギーストロン
第22話に登場。大地の怒りの化身とされる怪獣。大地を穢す人類へ報復するため地底から出現し、大地を祓い清めようとする。マグマを活性化させ地震を起こす電磁波ギーストロン大振波や、角からギーストロン雷電波、爪からギーストロン超雷電波を放つ。
大昔にタッコングによって封印されたが、タッコングの老齢化によって力が弱まったことで地上に復活。タイガおよびタッコングと戦闘になり、最後はトライストリウムのタイガブラストアタックに倒された。
- デザインは井野元大輔が担当した。監督の辻󠄀本貴則の要望により、『帰ってきたウルトラマン』の「アーストロンの進化形」という案をブラッシュアップしている。泥土にまみれた岩山をイメージした背面のヒレなど、皮膚は火山、岩石、泥土などの自然のテクスチャーを意識しており、大地の怒りの化身らしさを表現している。腕の角は原案では逆方向にデザインされていたが、ヘルベロスの腕カッターの向きと被ることから、アーストロンの頭頂部の角と同様、前向きに曲がっている。
- スーツはアーストロンを改造したものではなく、新規造形。

『ウルトラマンZ』に登場するギーストロン
『ウルトラマンZ』第11話「守るべきもの」に登場。
ナツカワハルキが小学生のころに山中のキャンプ場に出現し、ハルキの父マサルが落命する原因となる。
- スーツアクター：梶川賢司

宇宙爆蝕怪獣 ウーラー
第24話・第25話に登場。ある惑星の発達した文明が、宇宙に捨て続けた多数の廃棄物の澱みから偶発的に誕生した擬似生命体。その存在は宇宙に伝説として語り継がれ、恐れられている。
有機物・無機物を問わず、エネルギー体ならなんでも無制限に捕食して吸収し、食べたものは高圧で圧縮され、体内に一種のブラックホールを形成するが、そこですべてが消滅するために決して満腹にならず、その食欲は止まらない。惑星に取り憑くとまず地殻を食べ、最後はその星の核をも食い荒らして星を破壊する。その最初の犠牲となったのは、自らを生み出した星であった。その後も宇宙を彷徨い、その食欲のままに星を食べ続けている。既に多数の被害が出ており、対抗装置としてエオマップ星の科学者が作り宇宙に放った怪獣の生命活動を止めるデバイスを搭載したアンドロイドが、自らとウーラーのコアをリンクして自らの活動を止めることで、リンクしているウーラーの活動を止めることができるという噂が存在している。
第19話で霧崎がピリカと接触した際、その存在をビジョンで見たことがきっかけで存在が示唆され、第21話において霧崎がゴース星人の地底ミサイルで地球のエーテルを刺激し、地球に呼び寄せる。第24話で隕石の姿で東京湾岸地区に落下。しばらくは落下地点で休眠状態であったようだが、タイガとギャラクトロンMK2との戦闘中に行動を開始して地中から出現し、ギャラクトロンMK2を地中に引きずり込んで魔法陣による逃走をする暇を与えずに捕食し、タイガにも襲い掛かる。トライストリウムで応戦するタイガを、その巨体に似合わぬ身軽な動きで攻撃。トライストリウムバーストを口から飲み込んで無効化しエネルギーとして吸収、さらにタイガの腕に噛みついて残ったエネルギーをすべて吸い取って敗退させた。
だが、マグマ星人の宇宙船から放たれたマグマウェーブによって誘き出された後、E.G.I.S.が発射したミサイルヴァイス・ストライクによって擬似ホワイトホールを発生させられ、体内のブラックホールが中和されたところに、トレギアの光線が上乗せされたワイドタイガショットの光線エネルギーによって膨張して爆発し、輝く粒子となって舞い散った。
- デザインは後藤正行が担当した。市野のイメージをもとに、丸い目玉など可愛らしさを意図している。体表は、捕食した破片が浮き出ているというイメージで、造形段階でデザイン画よりもディテールアップしている。
- スーツはウーラーのコンセプトと被ることから『帰ってきたアイゼンボーグ』のウルルが改造された。口や頭はスーツアクターが中から手を使って開閉することができ、首を振り向かせることも可能となっている。
- 本作品ではトレギアを最後の敵とするため、従来のラスボス怪獣とは異なる立ち位置となった。本能のまま食べ続けるという設定は、プロデューサーの村山和之の案による。前半では怖いイメージを持たせるため、ギャラクトロンMK2を食べる場面はサメ映画の定番演出を取り入れている。市野は、ウーラーの体内でピリカが抱いている球体は、ウーラーの本来の姿である赤ん坊のようなピュアな存在と解釈している。

### 本作品の新宇宙人
河津（）
第1話に登場。様々な時空で宇宙の絶滅危惧にある状態の生物を保護し、故郷の星に帰す活動を行うリヴァーズ星人の生物学者。地球人と同じ姿をしている。タイガの存在も認知していた。
ヴィラン・ギルドに狙われたベビーザンドリアス保護のため、3時までに指定の場所へベビーザンドリアスが入ったケースを届けるよう、E.G.I.S.に護衛を依頼した。

ヴォルク
第4話に登場。地球人と同じ姿をした宇宙人ギャング。リボルバー式の銃を携行している。過去に宇宙人のギャング同士の抗争に巻き込まれた際、ギャング時代のホマレに助けられた過去があり、その恩から彼に憧れていた。
霧崎（トレギア）に焚き付けられてギルドを裏切り、ゼットン星人ゾリンが落札した怪獣爆弾を横取りし、爆発させない見返りとして政府から1,000万ドルをせしめて自分と同じ故郷を追われた子供たちに分配することを画策。調査に乗り出したホマレとヒロユキを拘束し、ホマレと戦闘となるが、ゾリンの差し向けた暗殺者との銃撃戦の末に致命傷を負い死亡する。
- 第4話の脚本を担当した中野は、ヴォルクをアジア系ノワール映画に登場するような舎弟キャラと評している。

葵（）
第5話に登場。自分たちが生存可能な惑星を次々と侵略するセゲル星人の怪獣召喚士。
侵略の尖兵として特殊な水晶を介してセグメゲルを召喚して地球侵略に乗り出すが、1回目の戦闘後、現地で調査を行っていたピリカと邂逅し、侵略の使命を強く厭っており、それを吐露するなかで彼女と心を通わせる。ピリカに正体を知られるとセグメゲルを再び召喚して破壊活動を行うが、ピリカの説得の末に侵略行為をしたくない本心を露わにし、毒に侵されたタイタスへ自身の体内にある抗体を提供するため光の粒子となって消滅する。
- 第5話の脚本を担当した皐月彩は、監督の田口清隆が『ウルトラマンX』のヒロイン回で日常と怪獣を絡ませづらかったと言っていたことから、ピリカと絡むゲストを怪獣にも絡めた召喚士と設定した。「ペアルックアーンドおさぼり同盟」は、皐月が学生時代に実際に用いていた友人たちとのグループ名である。

ダマーラ星人
第5話に登場。セグメゲルによって滅ぼされたダマーラ星出身の宇宙人。
セグメゲルの侵攻を看過できずE.G.I.S.にセグメゲルやセゲル星人の情報提供を行う。

星に帰りたい男
第6話に登場。次元を超えてきた宇宙人と主張する壮年の男性。50年前に友人となった地球人の青年を星の世界に誘おうとして失敗し、自身も母星に帰る手段をなくして地球に取り残されたため、元の姿に戻る方法も忘れて半世紀に渡って同胞の円盤を待ち続けていると標榜する。
地球に降り立った際に正体を見られたとしてガピヤ星人アベルに標的として追われるが、カナやヒロユキたちに助けられる。アベルがウルトラマンに倒された後に同胞のペロリンガ星人の迎えが来るが、カナと蕎麦を食べにいく約束をしたため、地球に残ることを決める。
- 演じる高野浩幸は、『ウルトラセブン』第45話でペロリンガ星人が変身した少年を演じており、同作品のペロリンガ星人のその後を思わせるものとなっている。当初は、2年前にフクシンが『セブン』第45話からずっと多摩川でぼんやりしながら円盤を待つというのを描く物語を構想し、本作品で実現し、フクシンを演じた冷泉公裕が再度フクシンを演じる予定だったが、オファーを掛けた際には体調を崩しており、その後亡くなったため、大人になったペロリンガ星人が迎えの円盤を待つという物語となった。
- 衣裳は『セブン』でフクシンが着ていたものと同様のものであり、自転車は当時のものではないが、倉庫にあった当時の時代のものを使用している。
- ロケ地は当時と同じ多摩川だが、当時と現在では違うため、高野の記憶を元に当時と同じところに寄せて撮影しており、ラストカットの電車が映り込むシーンも当時のオマージュとなっている。カナとのシーンは、『セブン』最終回を意識している。

宇宙ヒットマン ガピヤ星人アベル
第6話に登場。かつてウルトラマンオーブに倒されたガピヤ星人サデスの弟で、時空を股にかける暗殺者。憧れている兄と同様、全身をサイボーグ化している。女口調で話す。右腕の強力な弾丸を発射するレールガンが武器で、レールガンショットが必殺技。霧崎の依頼を受け、宇宙船で地球に飛来するが、星に帰りたい男に同胞と勘違いされて自身の姿を目撃されたため、彼を殺そうとしてカナやヒロユキと対峙し、巨大化する。最後はウルトラマンフーマの鋭星光波手裏剣に敗れる。
- ガピヤ星人はペロリンガ星人の前身であった「水棲人ピニヤ」を基にしていたことから、ペロリンガ星人を中心とした第6話の対戦相手に選ばれた。脚本を担当した足木淳一郎は、当初は正統派の宇宙人と想定していたが、監督の田口清隆からサデスに負けないインパクトを要望され、キャラクター性を改めた。
- デザインはサデスの色替えで、ガンアクションを撮りたいという田口からの要望でレールガンを右腕に装着させている。アベルの生身の部分はイメージソースであるペロリンガ星人に寄せたカラーリングにしているが、ペロリンガ星人が第6話に登場して紛らわしいため、造形判断で黒系のカラーリングに変更している。
- 田口は、巨大銃撃戦は以前から温めていたアイディアだったと述べている。着地のシーンは、テレビアニメ『SSSS.GRIDMAN』でのグリッドマンの着地シーンを意識している。

行方 マイコ（）
第9話に登場。水獣の守り人（）と呼ばれるシャーマンの宇宙人一族の子孫。ホマレの幼馴染。祖母からタリスマンを受け継いでいた。
- 当初のプロットでは、ホマレとの恋愛要素が盛り込まれていたが、これを外すことで本質的にホマレと同じ悩みを抱えていたことを強調している。

麻璃亜（）
第11話・第12話に登場。魔法の呪文と白樺の魔法の杖を媒介に僅かながらに宇宙に満ちる力を魔法として行使できる元魔法使いを自称する、宇宙人の女性。生命エネルギーを食い尽くす謎の存在に滅ぼされた水の惑星サラサの出身。ギマイラを制御するための力を使うため、オショロに狙われるが、ヒロユキに魔法の力の本質を教える。
- 衣裳は黒いワンピースを避け、親しみやすさと愛らしさのあるものとなった。杖は複数の流木を使い分けている。
- 呪文はスペイン語で統一されている。

高次元人 イルト
第14話に登場。遠い銀河系の星の高次元人の善意の科学者の青年で、自身が開発したギガデロスを回収・封印するために宇宙を旅している。左手にあるメカデロスバイザーによってギガデロスとシンクロする。ウルトラマンの力の危険性を忠告するため、ヒロユキを拉致してキーホルダーを取り上げたが、霧崎を通してヒロユキに返された。ギガデロスを止めるため、タイガたちに協力してギガデロスへの同期およびシャットダウンを実行。ギガデロスの破壊を確認した後、地球を去る。

セモン星人ミード
第17話に登場。詐欺や泥棒を生業として生計を立てていた宇宙人。カナの外事X課時代からの知人であり、捕まる度に世話を焼いてくれる彼女に恩義を感じている。
母星に帰る金を稼ぐためにペダン星人から盗んだ怪獣誘導装置をクカラッチ星人に転売することを画策し、E.G.I.S.を利用するが失敗。再び逮捕されるが、連行される際に霧崎の凶弾からカナを庇う形で銃撃されて命を落としてしまった。
- 脚本を担当した柳井は、おちゃらけた男にしたいという注文を受けて、一人称を「俺ちゃん」とした。
- 当初は、カナが撃たれて、殺されない案だったが、小悪党で憎めないミードが最後に殺されることとなることで、インパクトがある一番強烈な方向性をとることとなった。

ミスティ
第20話に登場。ヴィラン・ギルドに潜入していた外事X科の潜入捜査官。サチコの幼馴染で、未知郎と名乗る。その正体は、サーペント星人の補充要員としてヴィラン・ギルドに身を置いていたヘイズ星人で右手に惑星のマークを持つ。
全てはサチコの身を守るためであり、ゾリンが逮捕された後、新たな任務に行くため、アメリカへと旅立つ。
- 名前は霧のように消えることに由来し、出身星の「ヘイズ」もドイツ語で霧を意味している。
- 第20話は、元々佐倉を活躍させる話になっていたため、当初は、ヴィラン・ギルドにいたミスティが裏切る展開となっていたが、潜入捜査官という設定にすることで佐倉がすべて糸を引いているようにすることとなった。

### ヴィラン・ギルド
密かに地球に移住する悪質宇宙人たちが結成している非合法な宇宙人犯罪組織。
明確なボスは存在せず、有力な幹部であるゼットン星人ゾリンを中心に金銭的な利益を得るために形成された犯罪集団であり、メンバーやアジトは不定で、地球軌道上の宇宙人のみが使用できる宇宙ステーションを駆使し、マーキンド星人主催の怪獣兵器オークションで落札した怪獣を兵器に仕立てて売り捌くなどの悪事を行っている。このほかにも株価操作など地球社会における犯罪行為にも手を出している。
あくまでも利害関係の一致で手を組んでいるため、さほど組織の結束は強くない。
- 第2話の脚本を担当した中野貴雄は、E.G.I.S.の民間警備会社という設定から昔のハードボイルド刑事ドラマを連想し、ヴィラン・ギルドを設定することで怪獣を倒しても元凶がいる限り解決にはならないという世界観を示したかったと述べている[19]。

- 作中で確認できる面々は以下の通り。
  - サーベル暴君 マグマ星人
  - 宇宙商人 マーキンド星人
  - 宇宙怪人 セミ人間
  - 昆虫宇宙人 クカラッチ星人
  - 電波怪人 レキューム人
  - 変身怪人 ゼットン星人ゾリン
  - 暗黒星人 ババルウ星人
  - 集団宇宙人 フック星人
  - 戦略星人 キール星人
  - 殺戮宇宙人 ヒュプナス
  - 頭脳星人 チブル星人マブゼ
  - チブロイド
  - 宇宙怪人 ペダン星人
  - 宇宙帝王 バド星人エル・レイ
  - 反重力宇宙人 ゴドラ星人
  - 凶悪宇宙人 ザラブ星人
  - 高速宇宙人 スラン星人
  - 憑依宇宙人 サーペント星人

#### ヴィラン・ギルドの装備
ヴィラン・ギルドマシンガン
テニスラケットのケースに合わせた形状のものでライフルにも変形可能。
各種ガン
ハンドガンのような形状のものなどが存在する。
怪獣誘導装置
レキューム人がキングゲスラの誘導に使用したほか、オショロが使用したもの、ミードが転売に使用したものも存在する。
怪獣育成セット
銃身に怪獣が圧縮された棒状のカプセルをセットし、開いた銃身が回転してカプセルが射出されることで怪獣が出現する。小森セイジやザラブ星人が使用した。
電磁ムチ
敵を捕縛する目的で使用する。
ハンマー、槍
ペダン星人たちが使用していた武器。
カメラ
ザラブ星人が中継に使用し、地球のテレビを電波ジャックしたザラブ星製のカメラ。
通信・分析機
脳波コントロール装置
ヴィラン・ギルドが所有していた怪獣のコントロールに使用されるものだったが、ウーラーとの一体化の際にピリカが使用した。

## 登場アイテム・劇中用語
タイガスパーク
ヒロユキとトライスクワッドのウルトラマンたちの右腕に装備される、ガントレット型アイテム。タロウがトレギアとともにウルトラマンと人間を繋ぐアイテムとして研究、共同開発したアストラル粒子転化システムのデバイスであり、タイガがタロウから授けられた。レバーを下げると「カモン！」の音声とともに待機状態となり、ウルトラアクセサリーをリードすることでその力を解放できる。
- タイガのアイテムのため、カラータイマーと角の意匠を入れている。ところどころにあるビス穴はタイガの胸プロテクターの意匠を反映させている。
- グローブのようなものを腕に装着して、アイテムを非接触の技術によってかざしたり握ることでLEDが光ったり、音声が鳴るものとなった。

ウルトラタイガアクセサリー
ウルトラ戦士や怪獣の力が封じ込められたアクセサリー。使用用途によって、以下の3種類に分類される。
- ニュージェネレーションシリーズのコレクションアイテムは、キャラクターの絵柄が入った仕様の統一フォーマットのアイテムだったが、絵柄ではなく立体の造形物で表現するという方向性となり、それを「握る」ものとなった。従来は統一のモチーフのものにする考え方だが、本作品では複数のアイテムを設定することで、アイテムによって使い様が変わるものとなった。
- アイテムに触れずに玩具が反応するため、ウルトラマンフェスティバルではパネルにNFCチップを仕込ませることで手をかざすことでウルティメイトフォースゼロなどの音声が鳴るような仕掛けとなった。

キーホルダータイプ
トライスクワッドの面々に変身するためのプレート状のアイテム。トレギアが開発した。タイガたちの肉体がアストラル粒子化され、身体情報やエネルギーが組み込まれている。怪獣カプセル同様、ダメージを負い粒子化したウルトラマンを収め、中で傷を癒せるが、ダメージが大きいと単独での実体化が不可能で、人間などの協力が必要となる。ベルトに吊るされたウルトラマンタイガホルダーから取り外して使用する。手で握ってタイガスパークでリードすることでアストラル体に変化させた体を量子構造の違う生命体のインナースペースに定着させることで肉体を借りて一定時間戦闘することが可能。
- 大人っぽい雰囲気のアイテムにするため、シルバーアクセサリー風のキーホルダーとなった。キャラクターの全体的なラインを拾っていき、カラータイマーの意匠をトレースしている。ブレスレットとは違い、タイガたちは新ヒーローのため、それぞれの顔を付けるものとなった。
- フック部分を動かすギミックを付け、本能的に子供が掴みたくなったり、握って気持ちいい形になるよう、中央付近を凹ませ、握った際に非接触タグが入っている部分をグローブに反応する位置に来るようにバランスを調整している。

| 名称                       | 備考 |
| -------------------------- | --- |
| タイガキーホルダー         | タイガスパークとともに出現。 |
| タイタスキーホルダー       | タイタスがタイガと合流した際に出現。 |
| フーマキーホルダー         | フーマがタイガたちと合流した際に出現。 |
| フォトンアースキーホルダー | - 藍がナイトファングに残留していたかつて封印された際の地球の聖なるエネルギーを取り出し、光の剣型となってタイガキーホルダーに加わり、地球の力が宇宙の力と融合し、変化して誕生[99][137]。 ダブルリードすると「アース！シャイン！」の音声が鳴り、左右が展開する。 - 強化アイテムであるため、展開ギミックを入れ、展開した状態はフォトンアースの意匠が散りばめられている[67]。 |
ブレスレットタイプ
トライスクワッド以外のウルトラ戦士たちの力を宿した、必殺技やアイテムの召喚に使用されるアクセサリー。左手首に出現したものを「○○レット、コネクトオン！」の音声とともに平手でかざしてリードして使用する。
- シルバーアクセサリーということから顔を入れるのではなく、力の元となっているウルトラマンのカラータイマー（胸周り）と頭頂部がモチーフとなっている。

| 名称                         | 備考 |
| ---------------------------- | --- |
| タロウレット                 | 初変身時にヒロユキの腕に出現し、タイガスパークに変化[ep 3]。 |
| ギンガレット                 | タイガたちがニュージェネレーションヒーローズから直接譲り受ける[ep 3]。 |
| ビクトリーレット             | タイガたちがニュージェネレーションヒーローズから直接譲り受ける[ep 3]。 |
| エックスレット               | タイガたちがニュージェネレーションヒーローズから直接譲り受ける[ep 3]。 |
| オーブレット                 | タイガたちがニュージェネレーションヒーローズから直接譲り受ける[ep 3]。 |
| ジードレット                 | タイガたちがニュージェネレーションヒーローズから直接譲り受ける[ep 3]。 |
| ロッソレット                 | タイガたちがニュージェネレーションヒーローズから直接譲り受ける[ep 3]。 |
| ブルレット                   | タイガたちがニュージェネレーションヒーローズから直接譲り受ける[ep 3]。 |
| トライスクワッドレット       | - トレギアによって闇に捕らわれたヒロユキが、E.G.I.S.の面々およびタイタスとフーマの助力によって覚醒した際に出現。 - リードすることで「トライスクワッドミラクル！」の音声とともに、タイガトライブレードを誕生させる。 |
| プラズマゼロレット           | - ニセベリアルとの戦いでタイガがゼロから授かった。ゼロの力とタイガの力を200万パーセント共鳴させる。 - ウルティメイトブレスレットの形状がベースとなっており、展開後のウイングはゼロスラッガーのように見える感じにまとめている[67]。フォトンアースキーホルダーが変形するものだったことから、ブレスレットが変形するものとなった[67]。 |
| ニュージェネレーションレット | |
モンスリング（怪獣リング）
トレギアが作り出した怪獣の能力・戦闘力が込められた指輪型のアクセサリー。左中指に出現したものを「○○リング、エンゲージ！」の音声とともに握り手で右掌に触れてリードして使用。黒いオーラのようなものが纏わりつき、ウルトラマンの力が感じられることが言及されている。
その実態はトレギアがタイガを闇に堕とすために敢えて入手させていたものであり、使用する度に闇のエネルギーが蓄積され、タイガやヒロユキの精神が「怒り」などのマイナス感情に支配されるように仕組まれている。タイガが闇に堕ちた際にトレギアによって回収されるが、一部は戦闘によって再びタイガたちの手に戻っている。
劇場版では、霧崎がヘルベロス、ナイトファング、ゴロサンダーのリングをタイガから再び回収して、ギャラクトロン以外の怪獣をリングから召喚した。
- ブレスレットと同様のフォーマットにするのではなく、ストレートに怪獣の顔をのせたものとなった。

| 名称                 | 備考                                   |
| -------------------- | -------------------------------------- |
| ヘルベロスリング     | ヘルベロス撃破後に出現[ep 3]。         |
| ギャラクトロンリング | ギャラクトロンMK2撃破後に出現[ep 10]。 |
| セグメゲルリング     | セグメゲル撃破後に出現[ep 16]。        |
| ナイトファングリング | ナイトファング撃破後に出現[ep 6]。     |
| ギガデロスリング     | ギガデロス撃破後に出現[ep 17]。        |
| ゴロサンダーリング   | ゴロサンダー撃破後に出現[ep 1]。       |
ニュージェネレーションアイ
11人のニュージェネレーションヒーローズのエネルギーをタイガに結集させることで生成したゴーグル型の変身アイテム。
- 手に取りやすい価格で、連動ではなく単品で遊べるものとなった。

地名
世田原市
E.G.I.S.がオフィスを構える市。東京郊外にある世田原区は多摩川に隣接している。

### 組織
E.G.I.S.（）
正式名称は「Enterprise of Guard and Investigation Service（警備および調査を専門とする会社）」。企業、政府、個人の依頼を請けて、警備・護衛・調査・探索などを行う民間警護組織。本部は東京郊外に設けられ、応接スペースや事務室などを完備している。ただし、カナの自宅と社員寮は別の場所にある。一般的な警備や警護業務はもとより宇宙人関連の依頼や事件を請け負うことも多いため、各種ガジェットが支給され、携帯する。また、サイバーセキュリティーに関する業務も行っている。人員は登場人物の項目の4名のみと少数精鋭であるが、第25話でマグマ星人が警備士担当、マーキンド星人が会計担当としてそれぞれヴィラン・ギルドから移籍した。
劇場版では、地球人と宇宙人が共存する政府公認のモデルケースとなっていて、上述のようにピリカが副社長に就任、タイガ、タイタス、フーマの3人が終身名誉社員に任命された。
- 前作『R/B』では家族を中心とした物語であったため、積極的に謎の追求に向かわせることができなかったという反省から事件に関わる組織として設定された。防衛隊ではなく民間組織であることを表現するため、制服や車両などはシンプルなものとしており、殺傷兵器も持たない。
- オフィスのセットは、探偵事務所をイメージしたシックな木目調とハイテク機器が混在しており、生活感も表現することで民間組織であることを強調している。ヒロユキとホマレは外回りが多いため、専用のデスクはない。
- ロゴは読み方が「まもる」という複数の漢字の中から4つを選び、「E」は身を呈して外敵から「衛る」を意味するイージスの盾、「G」は失わないように見「守る」を意味するアテナの目、「I」は主君に真心を尽くして「忠誠」「葵る」を意味する葵の葉、「S」は傷つかないように「護る」を意味するアテナの翼で構成されている。フレーム部分や羽根にはタイガの角を暗に入れ込んでいる。

E.G.I.S.専用車
高性能のSUV。主に要人の護送や事件現場への出動に使用される。探査メカや攻撃兵器などは装備されていないが、走行性能は快適で、岩場や山道、砂場も走破可能。
E.G.I.S.制服
ヒロユキとホマレが着用するブルーーのジャケットにグレーのパンツと黒いブーツの警備服。あくまで身分証明のための制服であり、機能性には優れているものの、防弾・耐熱・耐寒機能などの特殊機能などはない。
キャップ
ヒロユキとホマレが被る作業帽。
電磁警棒
本体から警棒を伸ばすことで強力な電撃を流し、トンファーのように用いることで宇宙人を気絶させる。
通信機
E.G.I.S.の標準装備。
探査デバイス
第10話で使用。ブラックキングの卵の胎動による地鳴りの調査で使用された高精度の探査機。
対ビーム装甲板
劇場版で使用。バックから展開して敵の攻撃を跳ね返すシールド。
CQ（）
生命エネルギーの波動を測定する波動測定器。波動の解析によって宇宙人と地球人を判別する。プロトタイプが東都大学内で開発され、後に完成品がE.G.I.S.に一台配備される。名前の由来は「seek you（あなたを見つける）」から。
外事X課（）
宇宙人が関与する事件に対応する警視庁公安部公安外事課の中に新設された部署。E.G.I.S.創設前にカナが所属していた縁で、E.G.I.S.にヴィラン・ギルドが関与する公に動けない事件の捜査を持ち込むことがあり、同課に所属する佐倉警部は常連のクライアントの一人でもある。
トライスクワッド
修行時代のタイガが、その中で出逢ったタイタスやフーマとともに結成したチーム。タイガがトライストリウムの力を得た際、ヒロユキが第4のメンバーとして加わった。
結成秘話が、2019年11月2日から開催された「ウルトラヒーローズ EXPO THE LIVE」第1部「トライスクワッド」で明かされた。
- 3人の誓いのシーンは、『三国志演義』の桃園の誓いをイメージしている。

TKB
劇中に登場するテレビ局。『オーブ』にも同名のテレビ局が登場している。

## キャスト

### レギュラー・準レギュラー
監督の市野龍一は、主演の井上祐貴を起用した理由について、演技経験は少ないがそれゆえに小手先ではなく気持ちで演技しており、ヒロユキの「初々しい純朴な青年」という設定に合っていたことを挙げている。
旭川ピリカ役は、2019年5月22日の時点では桃果のキャスティングが発表されていたが、番組制作スケジュールの都合のために吉永に交代することが同年6月7日に発表された。
霧崎役の七瀬公も、当初はヒロユキ役でオーディションを受けていたが、ヒロユキを初々しい感じにするため井上が担当することとなり、ウルトラマン役のオーディションに来ていたこととオーディションの中でオーダーした七瀬の霧崎の目の演技が合っていたため、霧崎を演じることとなった。
- 工藤ヒロユキ - 井上祐貴[1][2]
- 宗谷ホマレ - 諒太郎[149]
- 旭川ピリカ - 吉永アユリ[150]
- 霧崎 - 七瀬公[149](1 - 6,8,10,12 - 19,21,23 - 25)
- 佐々木カナ - 新山千春[149]

### 声の出演
- ウルトラマンタイガ - 寺島拓篤[149]
- ウルトラマンタイタス - 日野聡[149] (1,3 - 8,10,11,13,15,16,18 - 25)
- ウルトラマンフーマ - 葉山翔太[149] (1,3 - 7,9,11,13 - 16,18,19,21 - 25)
- ウルトラマントレギア - 内田雄馬[149] (1 - 4,6,8,10,12,15 - 17,19,21,23,25)[注釈 14]
- オープニングナレーション[注釈 15] - 小野大輔[149]

### ゲスト
- 河津 - 石坂史朗 (1)
- 佐倉警部 - 風見しんご (2,4,20,25)
- 少年時代のヒロユキ - 石毛宏樹 (2)[注釈 16]
- 港湾作業員 - 佐藤ザンス (2)
- 公園の少女 - 鈴木咲莉 (2)
- 九条レント - 三嶋健太 (3)
- 九条ナナ - 河内美里 (3)
- 今里 - 小川陽平 (3)
- 記者A - 肥田強志 (3)
- 記者B - 西尾くみこ (3)
- ヴォルク - 橘りょう (4)[151][注釈 17]
- 町会長 - 針原滋 (4,20)
- ヒッピー風の男 - 高橋麻琴 (4)
- 公園の母親 - 吉井有子 (4)
- 公園の女の子 - 中村彩玖 (4)
- 暗殺者 - 力丸佳大 (4)
- 葵 - 谷本琳音 (5)[注釈 18]
- ダマーラ星人 - 栗橋勇 (5)
- 星に帰りたい男 - 高野浩幸 (6)
- カナの上司 - 山本修夢 (6)[注釈 19]
- 主婦A - 青山真利子 (6)
- 主婦B - 中野杏莉 (6)
- 主婦C - 上條つかさ (6)
- セミ少女 - 新井萌心 (6)[注釈 19]
- 天王寺藍 - 胡桃そら（仮面女子） (7,8)
- 肥後 - 川守田政人 (7)
- 老人 - 春延朋也 (7)
- 村人 - レン杉山、内山亮二、山崎和紀、橋川文俊、坪井照夫、武田信人、田森靖二、大野えり、坪田伸子 (7)
- 早苗 - 秋山芽衣 (8)
- 安世 - 服部芽衣 (8)
- 行方マイコ[注釈 20] - 泉川実穂 (9)[注釈 18]
- 管理人 - 柿尾昆 (9)
- 小田 - 石橋保 (10)
- 麻璃亜 - 大島涼花 (11,12)
- 神崎穂花 - 鵜川薫 (11)
- オショロ - 久保田武人 (11,12)
- 東雲ゆり子 - 屋敷紘子 (11,18,22[注釈 21])
- 消防隊員 - 國重光司 (11)
- 川べりの少女 - 新井萌心 (11)
- 襲われる男性 - 田中政和 (11)
- イルト - 汐崎アイル (14)
- 警官1 - 佐野優也 (14)
- 警官2 - 島崎義久 (14)
- カンタ - 増田怜雄 (15)[注釈 18]
- セモン星人ミード - 竹森千人 (17)[注釈 22]
- 転んでしまう女の子 - 福島星蘭 (17)
- 小森セイジ - 三元雅芸 (18)
- 水野ヒトミ - 岩井堂聖子 (18)
- チンピラたち - 矢倉翔太、塚田隼輔、平嶺大輔 (18)
- 男 - 工藤隼己 (19)
- 元宮サチコ - 永池南津子 (20)
- ミスティ - 穂満佳佑 (20)
- 幼い頃のサチコ - 米村莉子 (20)
- 幼い頃のミスティ - 村上秋峨 (20)
- 悪ガキA - 田島陽翔 (20)
- 悪ガキB - 森島律斗 (20)
- 言い争う住人 - 林諒一、加藤千尚 (20)
- 田崎修 - 東将司 (21)
- 田崎明日香 - 奥田由美 (21)
- シンジ - 横山歩 (22)
- 父親 - 中村哲也 (22)
- 娘 - 新山はるの (22)
- 回答者A - 石川ともみ (22)
- 回答者B - 池田恵子 (22)
- 回答者C - 宮森右京 (22)
- 回答者D - 音希風花 (22)
- 回答者E - 牧佳子 (22)
- 回答者F - もろいくや (22)
- アナウンサー - 辻本優美 (24)
- 村山 - 末吉司弥 (25)
- 平野 - 大山竜一 (25)

#### 声のゲスト出演
- ウルトラマンタロウ - 石丸博也 (0,1,16)
- ウルトラマンギンガ - 根岸拓哉 (1)
- マグマ星人 - 黒田崇矢 (1,24,25)
- マーキンド星人 - 廣瀬武央 (1,2,24,25)
- レキューム人 - 福原かつみ (2)
- ガピヤ星人アベル - 真木駿一 (6)[注釈 14]
- キール星人 - 工藤雅久 (9)
- チブル星人マブぜ - 水島大宙 (15,23)
- クカラッチ星人 - 島田高虎 (17)
- ペダン星人 - 峰晃弘 (17)
- サーペント星人 - 木村隼人 (19)
- ゴロサンダー - 辻󠄀本貴則 (19)
- バド星人エル・レイ - 多田啓太 (20)
- ウルトラマンゼロ - 宮野真守 (23)
- スラン星人 - 久田康樹 (23)
- ザラブ星人 - 深澤純 (23)
- ゴドラ星人 - 東條達也 (23)
- ピット星人 - 佐咲紗花 (25)
- ガルメス人 - 市野龍一 (25)[17][注釈 23]

### スーツアクター
- ウルトラマンタイガ[5] - 岩田栄慶
- ウルトラマンタイタス (1,3 - 6,8,10,11,13,15,16,18 - 20,22 - 25)[5] - 桑原義樹
- ウルトラマンフーマ (1,3 - 7,9,11,13 - 16,18,19,22 - 25)[5]、ゴース星人 (21) - 岡部暁
- ウルトラマントレギア (1 - 4,6,8,12,15 - 17,19,21,23,25)[注釈 14]、ババルウ星人 (7)、ナックル星人オデッサ (10)、バット星人 (18)、バド星人エル・レイ (20)、マグマ星人 (24)[5] - 石川真之介
- ヘルベロス (1,16)、ギャラクトロンMK2 (3,24)、ギマイラ (11,12)、スカルゴモラ (15)、ギーストロン (22) - 梶川賢司
- ウルトラマンギンガ (1)、ニセウルトラマンベリアル (23) - 寺井大介
- ウルトラマンビクトリー (1)、フック星人 (7) - 矢倉翔太
- ウルトラマンエックス (1)、ゼラン星人オショロ (11,12)、ギガデロス (14)、ベムラー (18)、アリブンタ (20) - 永地悠斗
- ウルトラマンジード (1) - 力丸佳大
- ウルトラマンロッソ (1) - 大村将弘
- ウルトラマンブル (1) - 稲庭渉
- ゼガン (1)、キングゲスラ (2)、セグメゲル (5)、ペロリンガ星人 (6)、マジャッパ (9)、ブラックキング (10)、パゴス (11,12)、デマーガ (17)、ゼットン (18)、パンドン (21)、タッコング (22)、ウーラー (24,25) - 新井宏幸
- ザンドリアス (1)、ピット星人 (18,25) - 安達仁美
- マーキンド星人 (2,24,25)[5]、ファントン星人 (4)、チブロイド (15) - 福島弘之
- デアボリック (4)、ナイトファング (7,8)、ゴロサンダー (19) - 高橋舜
- チブロイド (15) - 齋藤辰馬
- ザラブ星人 (23) - 矢﨑大貴

## スタッフ
特撮を強化するとの方針により、第1話から第3話は神谷誠が特技監督を務めた。
第13話監督の越知靖は本作品が監督デビューとなった。
- 監修 - 塚越隆行
- 企画 - 黒澤桂、金木勲、春山ゆきお、伍賀一統、濱田健二
- チーフプロデューサー - 北浦嗣巳
- プロデューサー - 村山和之、岡本有将、吉野文（テレビ東京）、嵯峨隼人
- シリーズ構成 - 林壮太郎、中野貴雄[3]
- 脚本 - 林壮太郎、中野貴雄、皐月彩、足木淳一郎、柳井祥緒、三浦有為子、小林弘利、勝冶京子、森江美咲[3]
- 音楽 - 森悠也[3]、冬木透 (6[注釈 24],22)、川井憲次 (23)
- 音楽プロデューサー - 関根陽一
- アソシエイトプロデューサー - 岸根明
- 音楽協力 - テレビ東京ミュージック
- 撮影 - 新井毅
- 照明 - 武山弘道
- 美術 - 木場太郎
- 録音 - 星一郎
- 操演 - 根岸泉
- スクリプター - 森永恭子、丹羽春乃、増田実子、杉原奈々子
- 編集 - 矢船陽介、森津永、奥田恵夫
- キャスティング - 島田和正
- 制作担当 - 石井誠
- 助監督 - 越知靖、内田直之
- 特撮助監督 - 内田直之
- アクションコーディネイト - 寺井大介
- 視覚効果 - 三輪智章
- VFXコーディネーター - 豊直康、杉木信章
- 特殊造型 - 福井康之、亀田義郎
- キャラクターデザイン - 後藤正行、井野元大輔
- ギガデロスデザイン - 加藤礼次朗
- ゴロサンダーデザイン - 渡邊靖将
- ギーストロン原案 - 伊藤嘉康
- 背景 - 島倉二千六
- 画コンテ - なかの★陽、川石テツヤ、林谷和樹、河本けもん、岩﨑龍介、市川智茂
- スーツアクターサポート - 大野まゆみ
- 設定監修 - 足木淳一郎
- 設定協力 - 渋谷浩康
- メインタイトルロゴデザイン - 佐久間武彦
- ロゴデザイン - 井野元大輔
- アシスタントプロデューサー - 手島光一、太谷公亮
- VFX・CG - 日本映像クリエイティブ、デジタルクローバー（東京現像所）、マリンポスト、アンダーグラフ、TSUBAKI、オクティグラフィカ、林デジタル工務店、アクト・デザインズ
- 3Dモーションキャプチャー - ピクチャーエレメント、クレッセント
- ミニチュア - マーブリング・ファインアーツ
- 技術協力 - IMAGICA
- 美術協力 - アートフォー
- 音響効果 - スワラプロ
- 特撮スタジオ - 日活調布撮影所
- 車両協力 - 日産自動車
- 連載協力 - 小学館、講談社
- 特技監督 (1 - 3) - 神谷誠
- 監督 - 市野龍一、田口清隆、神谷誠、武居正能、辻󠄀本貴則、越知靖[3]
- ウルトラマンタイガ製作委員会
- 製作 - 円谷プロダクション、テレビ東京、電通

## 音楽
主題歌「Buddy, steady, go!」
作詞・歌 - 寺島拓篤 / 作曲・編曲 - 渡部チェル
第1話から第13話、第25話、特別編は1番の歌詞、第14話から第24話は2番の歌詞が使用されている。
寺島は作詞にあたり、「第六感」「ダイナマイト」「空 星 宇宙」など『タロウ』を思わせる要素を多く取り入れている。一方、2番の歌詞に『ウルトラマンメビウス』の主題歌とほぼ同じフレーズが用いられているのは偶然であったが、結果としてタロウとメビウスの師弟関係を思わせるものとなり、寺島はウルトラマンならではの奇跡だと感じたという。
エンディングテーマ
「ヒトツボシ」（1 - 13）
作詞・歌 - 佐咲紗花 / 作曲・編曲 - 堀江晶太
「Sign」（14 - 24）
作詞 - 松井洋平 / 作曲・編曲 - 本多友紀（Arte Refact） / 歌 - スフィア
挿入歌
各ウルトラマンのキャラクターソング。
「覇道を往く風の如し」 (13,22)
作詞 - 真崎エリカ / 作曲・編曲 - 山本恭平（Arte Refact） / 歌 - ウルトラマンフーマ（CV.葉山翔太）
「WISE MAN’S PUNCH」 (13)
作詞 - 真崎エリカ / 作曲・編曲 - 原田篤（Arte Refact） / 歌 - ウルトラマンタイタス（CV.日野聡）
「超勇者BUDDY GO!」 (13,特別編)
作詞 - 真崎エリカ / 作曲 - 本多友紀（Arte Refact） / 編曲 - 脇眞富（Arte Refact） / 歌 - ウルトラマンタイガ（CV.寺島拓篤）

## 企画・制作
本作品の企画は2018年春ごろから開始され、同年11月に監督の市野龍一が参加した際にはウルトラマンタイガがタロウの息子である設定やトレギアの登場、E.G.I.S.といった骨組みは決定していた。
シリーズ構成の林壮太郎は、企画時にプロデューサーの村山和之の意向を基にしたものとチーフプロデューサーの北浦嗣巳の要望によって、林自身がやりたいウルトラマンの2種類のプロットを用意。最終的にこの2つを折衷したものをコンペに提出し、採用されるに至った。
前作『ウルトラマンR/B』はコメディタッチであったことから、その反動として本作品ではハード路線を志向している。近年のニュージェネレーションと異なり、連続ドラマ性を残しつつも、1話ごとに登場する宇宙人や怪獣も単なる消費される悪役ややられ役のような使い魔的な扱いにはせず、各々が背負っている事情もシンプルなものにして、生態や出自、キャラクターを描き、複雑な伏線に通じるような設定を少なくして過去のウルトラシリーズのような1話完結のSFアンソロジーとしての面白さを追求して制作されている。また、舞台設定が民間警護組織のため、ほぼ毎話依頼者の新規ゲストが登場し、苦い幕切れを迎えるエピソードも少なかった。
本作品では「多様性」や「密かに地球で暮らす多様な宇宙人との共存共栄」をテーマとしている。主人公の工藤ヒロユキは感情移入しやすいよう普通の青年とする一方で、周囲のキャラクター性を濃くしている。初期案ではウルトラマンが5人だったり、E.G.I.S.に経理担当の中年男性がいるという設定が存在した。
「異なる星出身の3体のウルトラマン」という設定は、前述のテーマの理想形をウルトラマンたちが実現しているというものだが、出身星の話を絡めたり、同じ星出身の先輩ウルトラマンを登場させたりすると世界観が拡がりすぎて地球が放ったらかしになってしまうため、あくまでも裏設定だけのものとなっている。

## 放送日程
- 第0話は円谷プロ公式YouTubeチャンネルのみの配信であり、本編以前のタイガが『ウルトラマンサーガ』におけるウルトラ6兄弟や『ウルトラマンメビウス外伝 ゴーストリバース』におけるウルトラマンメビウス、『ウルトラゼロファイト』におけるウルトラマンゼロの戦いを振り返る内容となっている[3]。
- 特別編は円谷公式サイトや、Amazon Prime Videoなどの一部の配信サイトでは第26話としてテレビシリーズと同等に扱われている。YouTube限定で多数のカットを加えた特別編拡大版を配信、2020年1月11日に『特別編 ロングバージョン 前編』[157]、同年2月7日に『後編 特別編 ロングバージョン』を配信[158]。

| 放送回 | 放送日         | サブタイトル                 | 主な登場怪獣・宇宙人 | 登場ヒーロー | 脚本     | 特技監督        | 監督              |
| ------ | -------------- | ---------------------------- | --- | --- | -------- | --------------- | ----------------- |
| 第00話 | 2019年 6月22日 | ウルトラマンタイガ物語       | - | - | -        | -               | -                 |
| 第01話 | 7月06日        | バディゴー！                 | - ウルトラマントレギア - ヘルベロス - ベビーザンドリアス - ヤングマザーザンドリアス - ゼガン - マグマ星人 - マーキンド星人 - セミ人間 - クカラッチ星人 | - ウルトラマンタロウ - ウルトラマンギンガ - ウルトラマンビクトリー - ウルトラマンエックス - ウルトラマンオーブ オーブオリジン - ウルトラマンジード プリミティブ - ウルトラマンロッソ フレイム - ウルトラマンブル アクア | 林壮太郎 | 神谷誠          | 市野龍一          |
| 第02話 | 7月13日        | トレギア                     | - ウルトラマントレギア - チビスケ - キングゲスラ - マーキンド星人 - レキューム人                                                                       | | 中野貴雄 | 神谷誠          | 市野龍一          |
| 第03話 | 7月20日        | 星の復讐者                   | - ウルトラマントレギア - ギャラクトロンMK2 | 林壮太郎 |          | 神谷誠          | 市野龍一          |
| 第04話 | 7月27日        | 群狼の挽歌                   | - ウルトラマントレギア - デアボリック - ゼットン星人ゾリン - ファントン星人                                                                            | 中野貴雄 | -        | 田口清隆        |                   |
| 第05話 | 8月03日        | きみの決める未来             | - セグメゲル - 葵 - ダマーラ星人 | 皐月彩 | -        | 田口清隆        |                   |
| 第06話 | 8月10日        | 円盤が来ない                 | - ウルトラマントレギア - ガピヤ星人アベル - 星に帰りたい男 - ペロリンガ星人 - セミ少女                                                                 | 足木淳一郎 | -        | 田口清隆        |                   |
| 第07話 | 8月17日        | 魔の山へ!!                   | - ナイトファング - ババルウ星人 - フック星人 | 林壮太郎 | -        | 神谷誠          |                   |
| 第08話 | 8月24日        | 悪魔を討て！                 | - ウルトラマントレギア - ナイトファング | 林壮太郎 | -        | 神谷誠          |                   |
| 第09話 | 8月31日        | それぞれの今                 | - マジャッパ - キール星人 - ヒュプナス | 三浦有為子 | -        | 武居正能        |                   |
| 第10話 | 9月07日        | 夕映えの戦士                 | - ウルトラマントレギア - ナックル星人オデッサ - ブラックキング                                                                                         | ウルトラマンジャック | -        | 武居正能        | 柳井祥緒          |
| 第11話 | 9月14日        | 星の魔法が消えた午後         | - パゴス - ギマイラ - ゼラン星人オショロ | | -        | 小林弘利        | 辻󠄀本貴則          |
| 第12話 | 9月21日        | それでも宇宙は夢を見る       | - ウルトラマントレギア - ギマイラ - ゼラン星人オショロ                                                                                                 | | -        | 小林弘利        | 辻󠄀本貴則          |
| 第13話 | 9月28日        | イージス超会議               | 第1話 - 第12話の登場怪獣・宇宙人 | 足木淳一郎 | -        | 越知靖          |                   |
| 第14話 | 10月05日       | 護る力と闘う力               | ギガデロス | 勝冶京子 | -        | 市野龍一        |                   |
| 第15話 | 10月12日       | キミの声が聞こえない         | - ウルトラマントレギア - スカルゴモラ - チブル星人マブゼ - モコ - バデータ幼体 - サメクジラ幼体 - リムエレキング - デスモン                            | 中野貴雄 | -        | 市野龍一        |                   |
| 第16話 | 10月19日       | 我らは一つ                   | - ウルトラマントレギア - ヘルベロス - ナイトファング                                                                                                   | ウルトラマンタロウ | -        | 林壮太郎        | 武居正能          |
| 第17話 | 10月26日       | ガーディアンエンジェル       | - ウルトラマントレギア - デマーガ - ペダン星人 - クカラッチ星人                                                                                        | | -        | 柳井祥緒        | 武居正能          |
| 第18話 | 11月02日       | 新しき世界のために           | - 宇宙怪獣 ベムラー - 宇宙恐竜 ゼットン - バット星人小森セイジ - ピット星人水野ヒトミ - フック星人                                                     | 足木淳一郎 | -        | 辻󠄀本貴則        |                   |
| 第19話 | 11月09日       | 雷撃を跳ね返せ！             | - ウルトラマントレギア - ゴロサンダー - サーペント星人                                                                                                 | 森江美咲 | -        | 辻󠄀本貴則        |                   |
| 第20話 | 11月16日       | 砂のお城                     | - アリブンタ - ミスティ - バド星人エル・レイ | 中野貴雄 | -        | 武居正能        |                   |
| 第21話 | 11月23日       | 地球の友人                   | - ウルトラマントレギア - パンドン - ゴース星人 - ゼットン                                                                                              | 小林弘利 | -        | 武居正能        |                   |
| 第22話 | 11月30日       | タッコングは謎だ             | - タッコング - ギーストロン | 柳井祥緒 | -        | 辻󠄀本貴則        |                   |
| 第23話 | 12月07日       | 激突！ウルトラビッグマッチ！ | - ウルトラマントレギア - ニセウルトラマンベリアル - チブル星人マブゼ - ザラブ星人 - ゴドラ星人 - スラン星人                                            | ウルトラマンゼロ | -        | 辻󠄀本貴則        | 皐月彩            |
| 第24話 | 12月14日       | 私はピリカ                   | - ウーラー - ギャラクトロンMK2 - マグマ星人 - マーキンド星人                                                                                           | | -        | 中野貴雄        | 市野龍一          |
| 第25話 | 12月21日       | バディ ステディ ゴー         | - ウルトラマントレギア - ウーラー - マグマ星人 - マーキンド星人 - ガルメス人                                                                           | 林壮太郎 | -        |                 | 市野龍一          |
| 特別編 | 12月28日       | そしてタイガがここにいる     | - | - | -        | 池田遼 （構成） | 中山剛平 （演出） |

## 放送局
| 放送期間                                         | 放送時間         | 放送局           | 対象地域       | 備考           |
| ------------------------------------------------ | ---------------- | ---------------- | -------------- | -------------- |
| 2019年7月6日 - 12月28日                          | 土曜 9:00 - 9:30 | テレビ東京       | 関東広域圏     | 制作局         |
|                                                  |                  | テレビ北海道     | 北海道         |                |
|                                                  |                  | テレビ愛知       | 愛知県         |                |
|                                                  |                  | テレビ大阪       | 大阪府         |                |
|                                                  |                  | テレビせとうち   | 岡山県・香川県 |                |
|                                                  |                  | テレQ            | 福岡県         |                |
| 2019年7月14日 - 2020年1月19日                    | 日曜 5:00 - 5:30 | 北日本放送       | 富山県         | 日本テレビ系列 |
|                                                  | 日曜 5:20 - 5:50 | 広島ホームテレビ | 広島県         | テレビ朝日系列 |
| 2019年7月21日 - 2020年1月19日                    | 日曜 5:15 - 5:45 | 静岡第一テレビ   | 静岡県         | 日本テレビ系列 |
|                                                  | 日曜 6:15 - 6:45 | 琉球放送         | 沖縄県         | TBS系列        |
| 2019年7月21日 - 2020年2月2日                     |                  | テレビユー福島   | 福島県         | TBS系列        |
| 2019年8月2日 - 2020年2月7日                      | 金曜 4:25 - 4:55 | 宮崎放送         | 宮崎県         | TBS系列        |
| 2019年8月18日 - 2020年2月23日                    | 日曜 5:45 - 6:15 | 青森テレビ       | 青森県         | TBS系列        |
| 2019年8月18日 - 2020年2月16日                    | 日曜 6:30 - 7:00 | 石川テレビ       | 石川県         | フジテレビ系列 |
| 制作局と同時ネットの放送局は全てテレビ東京系列。 |                  |                  |                |                |

| 配信期間       | 配信時間      | 配信サイト | 備考        |
| -------------- | ------------- | --- | ----------- |
| 2019年7月6日 - | 土曜 9:30更新 | あにてれ ネットもテレ東 YouTube ULTRAMAN OFFICIAL by TSUBURAYA PROD. | [ 注釈 28 ] |
| 不明           | 不明          | Amazon Prime Video Hulu U-NEXT dTV ビデオパス J:COMオンデマンド ひかりTV Netflix ビデオマーケット J:COMオンデマンド ビデオパス バンダイチャンネル HAPPY!動画 TSUTAYA TV |             |

## ボイスドラマ
本作品の世界観と連動した『トライスクワッド ボイスドラマ』。本放送後の9時30分よりYouTube ULTRAMAN OFFICIAL by TSUBURAYA PROD.にて配信された。
内容はその週に放送されたエピソードの後語りか、トライスクワッドの面々が過去に経験した出来事に関する回顧録となっている。
当初は企画予定がなかったが、『SSSS.GRIDMAN』のボイスドラマが好評だったため、制作されることとなった。当初は、テレビシリーズの展開に合わせて短編を24本製作する予定だったが、1話ではタイガしかおらず独り言のようになってしまうことと、前後編の前編に合わせた内容にするのは難しいことから、従来のボイスドラマには朗読劇のようなものもあるため、小説のように過去の話を広げることとなった。
ビジュアルは、止め絵が続くとYouTubeでは弾かれてしまうため、ウルトラマンフェスティバルなどの素材も使用して動いたものとなっている。

### 登場人物（ボイスドラマ）
フィリス
「未来の思い出」に登場。光の国の宇宙科学技術局で遺物を管理する資料庫管理人であるブルー族。見習い警備隊員時代のタイガのよき理解者。光の国のウルトラマンメビウスにCREW GUYSが送ったトライガーショットとそこに込められたメッセージをタイガに伝える。
ザミアス
「ザ★ウルトラマンタイタス」に登場。タイタスの育ての親で、U40の指揮官。かつてウルトラマインドを盗んだバデル軍との戦いで指揮をとっていた。
マティア
「ザ★ウルトラマンタイタス」に登場。ザミアスの息子。タイタスとは彼がザミアスに引き取られた時から寝食を共にした幼なじみ。成長後は戦士団に入団し、ヘラー軍団によるU40侵攻の際はタイタスとともにレジスタンスとして活動するが、キシアダーの攻撃からタイタスを庇って致命傷を負い、タイタスに守るために戦うよう告げて事切れる。
グリゴレオス
「ザ★ウルトラマンタイタス」に登場。タイタスとマティアが所属するレジスタンス部隊の隊長。防空戦力を削ぐために部隊を率いてヘラー軍団の基地に攻撃を仕掛けるが、キシアダーの熱線によって戦死する。
ゲルグ
「負け犬の子」に登場。ウルトラマンの力を得るためにO-50を訪れた両生類型の宇宙人。星の表面がほとんど海で覆われた惑星の出身で、環境に適応するために発達した鰓や4本腕など異形の姿が特徴。フーマに戦士の頂までの道案内を依頼したことがきっかけで親交をもち、共同で万屋を営みつつ瞬間移動や光の手裏剣などの自身の能力を伝授する。その後、戦士の頂に挑戦して行方不明となるが、しばらくしてほかの戦士を襲うようになったことで、フーマ諸共星間連盟の処分対象となる。重傷を負ったフーマを戦士の頂まで運び、星間連盟の追撃を受けた後の動向は不明。

アンドロアレス
「その拳は誰がために」に登場。宇宙警備隊の訓練生だったころのタイガが出会ったアンドロ超戦士。メタルバイオレットのコスモテクターを装着している。マッハ15の高速戦士。メイン装備は両腰のコスモパッドから出現する2丁のコスモマグナムで、短剣型のツインエッジモードに変形、必殺技はアンドロ十文字霞切り。さらにコスモマグナムを合体させることでコスモマグナム・ストライクバーストを放つ。必殺技は全身が光を放つコスモオーラー。
ニックス艦長
「黄金惑星の激闘」に登場。U40のスペースシップ・ウルトラ大円盤の艦長。科学警備隊を地球に送り届けた際、ゴンドウ大助キャップからサングラスを譲り受けている。惑星Gに向かう。
アウサル13世
「黄金惑星の激闘」に登場。惑星Gの当代の若い王。パライダーに寄生され先代12世を殺害し実権を握る。事件解決後タイタスに「力の賢者」の二つ名を与える。
ネフティ
「黄金惑星の激闘」に登場。アウサルの妹である王女、祭祀。アウサル13世の豹変を感じタイタスに助けを求める。タイタスに想いを寄せている。
機動王兵ダイラオー
「黄金惑星の激闘」に登場。惑星Gのアウサル13世のためにカスタマイズされたネフティが操縦する王族専用機械兵（巨大ロボット）。
イリア
「風と花」に登場。植物生命体の病弱な少女。フーマに武勇伝を聞かせてもらい、宇宙へ連れて行ってもらうが、結果的に自分の種族の真相を知る。後に絵本『風の覇者』を残している。
バルト
「風と花」に登場。イリアの父親。体は緑色で頭頂部に花が咲いている植物生命体で、この種族が発する香りは母星を離れると毒性を持つ。

### 登場怪獣・宇宙人（ボイスドラマ）
合成獣キシアダー
「ザ★ウルトラマンタイタス」に登場。U40のヘラー軍団基地に配備されていた怪獣。基地に奇襲をかけたグリゴレオスたちを一方的に撃退するが、巨大化したタイタスの光波熱線によって爆散する。
イムビーザ
「その拳は誰がために」に登場。グア軍団の外宇宙侵略機械化部隊戦闘隊長。巨大な異形の右腕が特徴。惑星マイジーで特訓に励むタイガの前に現れる。味方であるはずの怪獣戦艦に消滅させられる。
改造怪獣軍団
「その拳は誰がために」に登場。イムビーザ配下のメカ怪獣軍団。まだ光線技を習得していないタイガを追い詰めるが、突如現れたアンドロアレスによって瞬殺される。
怪獣戦艦ペストリア
「その拳は誰がために」に登場。グア軍団決戦兵器の巨大戦艦。油獣ペスターに酷似しているが、全長数kmを超える巨体にボディは装甲と砲塔に覆われている。
パライダー
「黄金惑星の激闘」に登場。アウサル13世に寄生した惑星ソーキンのソーキン・モンスター。実体を持たない青白いエネルギー生命体。

### 声の出演（ボイスドラマ）
- ウルトラマンタイガ - 寺島拓篤[167]
- ウルトラマンタイタス - 日野聡[167] (3 - 24,EX01 - EX03)
- ウルトラマンフーマ - 葉山翔太[167] (4 - 24,EX01 - EX03)
- フィリス - 広瀬武央[167] (1 - 2)
- マティア - 松村圭人[167] (5 - 7)
- グリゴレオス - 渡井奏斗[167] (5 - 7)
- ゲルグ - 千葉航平[167] (9 - 11)
- 山賊 - 金子はりい[167] (9)
- 星間連盟の使者 - 大谷美紀[167] (10)
- アンドロアレス - 福原かつみ[167] (13 - 15)
- イムビーザ - 島田高虎[167] (13 - 15)
- ネフティ - 七瀬彩夏[167] (17 - 19)
- アウサル13世 - 外島孝一[167] (17 - 19)
- ニックス艦長 - 岸哲生[167] (17 - 19)
- 王都近衛部隊 - 橋本達也[167] (17)
- パライダー - 村上陽[167] (18 - 19)
- イリア - 七瀬彩夏[167] (21 - 22)
- バルト - 島田高虎[167] (21 - 22)
- ダルゲン - 渡井奏斗[167] (EX01)
- 惑星ディノの住人 - 松村圭人[167] (EX01)
- ヒムガシ - 島田高虎[167] (EX03)
- トキ - 渡井奏斗[167] (EX03)

### スタッフ（ボイスドラマ）
各話の文芸を担当したのは、短編と『ザ★ウルトラマンタイタス』は足木が担当し、長編は『メビウス』や『アンドロメロス』などそれぞれの作品に想いがある人物が担当することとなった。
- 挿絵 - 後藤正行 (2,7,11,13 - 15,18 - 19,22）
- 文芸 - 池田遼、足木淳一郎、鶴田幸伸、飯島幸太
- 演出 - 足木淳一郎

### 各話リスト（ボイスドラマ）
- 演出は全話とも足木淳一郎が担当のため省略。

| 話数   | 配信日         | サブタイトル                     | 登場キャラクター | 文芸       |
| ------ | -------------- | -------------------------------- | --- | ---------- |
| 第01回 | 2019年 7月06日 | 未来の思い出 前編                | ウルトラマンタイガ フィリス | 池田遼     |
| 第02回 | 7月13日        | 未来の思い出 後編                | ウルトラマンタイガ フィリス | 池田遼     |
| 第03回 | 7月20日        | タイタスの帰還                   | ウルトラマンタイガ ウルトラマンタイタス                                                                                                | -          |
| 第04回 | 7月27日        | リーダーは誰だ                   | ウルトラマンタイガ ウルトラマンタイタス ウルトラマンフーマ                                                                             | -          |
| 第05回 | 8月03日        | ザ★ウルトラマンタイタス（前編）  | ウルトラマンタイガ ウルトラマンタイタス ウルトラマンフーマ マティア                                                                    | 足木淳一郎 |
| 第06回 | 8月10日        | ザ★ウルトラマンタイタス（中編）  | ウルトラマンタイガ ウルトラマンタイタス ウルトラマンフーマ マティア グリゴレオス                                                       | 足木淳一郎 |
| 第07回 | 8月17日        | ザ★ウルトラマンタイタス（後編）  | ウルトラマンタイガ ウルトラマンタイタス ウルトラマンフーマ マティア グリゴレオス キシアダー                                            | 足木淳一郎 |
| 第08回 | 8月24日        | 次の機会に                       | ウルトラマンタイガ ウルトラマンタイタス ウルトラマンフーマ ウルトラマンナイス                                                          | -          |
| 第09回 | 8月31日        | 負け犬の子 前編                  | ウルトラマンタイガ ウルトラマンタイタス ウルトラマンフーマ ゲルグ                                                                      | 鶴田幸伸   |
| 第10回 | 9月07日        | 負け犬の子 中編                  | ウルトラマンタイガ ウルトラマンタイタス ウルトラマンフーマ ゲルグ                                                                      | 鶴田幸伸   |
| 第11回 | 9月14日        | 負け犬の子 後編                  | ウルトラマンタイガ ウルトラマンタイタス ウルトラマンフーマ ゲルグ                                                                      | 鶴田幸伸   |
| 第12回 | 9月21日        | もしも教師になったら             | ウルトラマンタイガ ウルトラマンタイタス ウルトラマンフーマ ウルトラマン80                                                              | -          |
| 第13回 | 9月28日        | その拳は誰がために 前編          | ウルトラマンタイガ ウルトラマンタイタス ウルトラマンフーマ アンドロアレス イムビーザ メカバードン 改造ブロッケン                       | 飯島幸太   |
| 第14回 | 10月05日       | その拳は誰がために 中編          | ウルトラマンタイガ ウルトラマンタイタス ウルトラマンフーマ アンドロアレス イムビーザ 改造ザラガス アイロス星人 ビーコン 改造ムルチ     | 飯島幸太   |
| 第15回 | 10月12日       | その拳は誰がために 後編          | ウルトラマンタイガ ウルトラマンタイタス ウルトラマンフーマ アンドロアレス イムビーザ 怪獣戦艦                                          | 飯島幸太   |
| 第16回 | 10月19日       | 次の機会に part2                 | ウルトラマンタイガ ウルトラマンタイタス ウルトラマンフーマ                                                                             | -          |
| 第17回 | 10月26日       | 黄金惑星の激闘 前編              | ウルトラマンタイガ ウルトラマンタイタス ウルトラマンフーマ アウサル十三世 ネフティ ニックス艦長                                        | 足木淳一郎 |
| 第18回 | 11月02日       | 黄金惑星の激闘 中編              | ウルトラマンタイガ ウルトラマンタイタス ウルトラマンフーマ アウサル十三世 ネフティ パライダー                                          | 足木淳一郎 |
| 第19回 | 11月09日       | 黄金惑星の激闘 後編              | ウルトラマンタイガ ウルトラマンタイタス ウルトラマンフーマ アウサル十三世 ネフティ パライダー ニックス艦長 ダイラオー                  | 足木淳一郎 |
| 第20回 | 11月16日       | 超獣総進撃                       | ウルトラマンタイガ ウルトラマンタイタス ウルトラマンフーマ サウンドギラー ドリームギラス キングカッパー ウルトラマンA 初代ウルトラマン | -          |
| 第21回 | 11月23日       | 風と花 前編                      | ウルトラマンタイガ ウルトラマンタイタス ウルトラマンフーマ イリヤ バルト                                                               | 池田遼     |
| 第22回 | 11月30日       | 風と花 後編                      | ウルトラマンタイガ ウルトラマンタイタス ウルトラマンフーマ イリヤ バルト                                                               | 池田遼     |
| 第23回 | 12月07日       | 目上の人かの判断ってどこでする？ | ウルトラマンタイガ ウルトラマンタイタス ウルトラマンフーマ                                                                             | -          |
| 第24回 | 12月14日       | ありがとな                       | ウルトラマンタイガ ウルトラマンタイタス ウルトラマンフーマ                                                                             | -          |
| EX01   | 08月28日       | トライスクワッド始動！           | ウルトラマンタイガ ウルトラマンタイタス ウルトラマンフーマ ガザリヤ星人ダルゲン 恐竜軍団                                               | 足木淳一郎 |
| EX02   | 12月25日       | 奇跡はクリスマスの夜に           | ウルトラマンタイガ ウルトラマンタイタス ウルトラマンフーマ ラシュア                                                                    | 池田遼     |
| EX03   | 2020年02月27日 | ゴドメスを討て                   | ウルトラマンタイガ ウルトラマンタイタス ウルトラマンフーマ ゴドメス軍 クロノ コセイドン軍                                              | 足木淳一郎 |

## 映画
『劇場版 ウルトラマンタイガ ニュージェネクライマックス』は、2020年8月7日公開の映画作品。
キャッチコピーは「超えろ！最強の父!! トライスクワッド、ここに終結!!」。
ニュージェネレーションヒーローズと称されるウルトラマン全員が登場する内容となっており、2019年12月15日に東京ドームシティにて行われたウルトラシリーズ関係のイベント「TSUBURAYA CONVENTION2019」内のイベントプログラムにて、ニュージェネレーションヒーローズの人間態を演じた出演者全員を一堂に集めた場で発表が行われた。
本作品を含めたニュージェネレーションシリーズの劇場版のポストカードが入場者特典。
公開中は、エンドロール後に井上をはじめとしたニュージェネレーションヒーローズの役者による「ありがとうメッセージ」が週替わりで流れた。
2020年3月1日10:30 - 11:00に『劇場版ウルトラマンタイガ公開直前SP！ グリージョの30分でわかるウルトラマンタイガ！』が放送および配信され、ウルトラウーマングリージョがナビゲーターを担当。
2020年3月6日からの公開を予定していたが、3月2日に新型コロナウイルス感染症の影響で公開延期が発表、緊急事態宣言解除後の7月7日に公開日8月7日が発表された。YouTubeの円谷プロ公式アカウント「ウルトラマン公式 ULTRAMAN OFFICIAL by TSUBURAYA PROD.」では、映画鑑賞に対してマスク着用や手洗いなどのコロナ対策を呼び掛ける動画も配信されている。
プロモーションとして、公開前日の8月6日19:00 - 21:00に『劇場版ウルトラマンタイガ ニュージェネクライマックス』前夜祭がオンライン生放送された。
2020年9月4日-10日の期間限定で映画本編後に、2020年8月22日実施のライブビューイング舞台挨拶の映像を追加して上映。

### ゲストヒーロー
- ウルトラマンタロウ
- ウルトラマンギンガ
- ウルトラマンビクトリー
  - ウルトラマンギンガビクトリー
- ウルトラマンエックス
  - ウルトラマンエクシードX ベータスパークアーマー
- ウルトラマンオーブ オーブオリジン
  - オーブトリニティ
- ウルトラマンジード プリミティブ
  - ウルティメイトファイナル
- ウルトラマンロッソ フレイム
- ウルトラマンブル アクア
- ウルトラウーマングリージョ
  - ウルトラマングルーブ

### 登場怪獣・宇宙人（映画）
- ウルトラマントレギア
- サーベル暴君 マグマ星人
- 宇宙商人 マーキンド星人
- 三面怪人 ダダ
- 帝国機兵 レギオノイド ダダ・カスタマイズ
- 電波怪人 レキューム人
- 殺戮宇宙人 ヒュプナス
- 昆虫宇宙人 クカラッチ星人
- 宇宙怪人 ペダン星人
- 宇宙帝王 バド星人
- 宇宙怪人 ゼラン星人
- 健啖宇宙人 ファントン星人
- グローザ星系人
- 暗黒星人 シャプレー星人
- 憑依宇宙人 サーペント星人
- 戦略星人 キール星人
- 最凶獣 ヘルベロス
- 毒炎怪獣 セグメゲル
- 悪夢魔獣 ナイトファング
- 惑星守護神 ギガデロス
- 雷撃獣神 ゴロサンダー

邪神魔獣 グリムド
時空の歪んだ禁足地宇宙遺跡ボルヘスの墓場に封じ込められていた宇宙の混沌。その名を口にするだけで呪われる伝説を持つ。
トレギアによって墓を暴かれ、体内に封じられることで力の源にされていたが、タイガたちにトレギアが倒されたことで封印が解けて外部に解き放たれる。ニュージェネレーションヒーローズによって変身能力を犠牲に一時的に結界を張って宇宙空間に再封印されるも、結界が限界に達したことで現代で復活し、タロウのウルトラダイナマイトを利用して体内に入り込ませて融合し、タロウを操る。
伸縮自在の身体と圧倒的なパワーとスピードで、タイガやロッソ、ブルをも翻弄し、雷を降らせるグリムボルト、口から怪光線を放つグリムレイ、衝撃波を伴う咆哮グリムハウリングなどの技で地上を蹂躙する。
- 当初はトレギアとは関連付けられておらず、グリムドの強大な力を生きていたトレギアが利用する、という想定であったが、トレギアの胸部プロテクターの理由付けも含めて、グリムドをトレギアが体内に封印していたという形となった。
- デザインは後藤正行が担当した。トレギアが体内に封印していたというコンセプトから、グリムドを封印した影響で現在の姿に変貌したとも考えられるため、ベースをトレギアと同様、青のカラーリングにしている。人型、スタンダードの二足歩行の怪獣型、怪獣と人が合体した逆関節の足を持つ魔獣型の3案が検討されたが、人型はトレギアと被り、怪獣型は前作『劇場版 ウルトラマンR/B セレクト 絆のクリスタル』に登場したスネークダークネスと被るため、魔獣型となった。意思を感じさせないように一つ目の頭部にし、『デビルマン』のように顔が腹部にあるものとなっている。当初は、メインが胴体の顔になっており、上の目はかなり小さかったが、上の目をメインにすることで一つ目の魔獣とするため、上の目をアレンジしている。
- スーツは背面に大きな羽のようなパーツが付いているため、そのパーツを吊って操作する案もあったが、前傾姿勢で動くことで吊らずに撮影するものとなった。

### キャスト（映画）
- 工藤ヒロユキ - 井上祐貴[182][66]
- 宗谷ホマレ - 諒太郎[182][66]
- 旭川ピリカ - 吉永アユリ[182][66]
- 霧崎 - 七瀬公[182][66]
- 佐々木カナ - 新山千春[182][66]
- 女の子 - 野賀咲耶
- 湊カツミ - 平田雄也[182][66]
- 湊イサミ - 小池亮介[182][66]
- 朝倉リク - 濱田龍臣[182][66]
- クレナイガイ - 石黒英雄[182][66]
- 大空大地 - 高橋健介[182][66]
- ショウ - 宇治清高[182][66]
- 礼堂ヒカル - 根岸拓哉[182][66]

#### 声の出演（映画）
- ウルトラマンタイガ - 寺島拓篤[182][66]
- ウルトラマンタイタス - 日野聡[182][66]
- ウルトラマンフーマ - 葉山翔太[182][66]
- ウルトラマントレギア - 内田雄馬[182][66]
- ウルトラウーマングリージョ - 其原有沙[182][66]
- ダダ - 森川智之[182][66]
- ウルトラマンタロウ - 石丸博也[66]
- マグマ星人 - 黒田崇矢[66]
- マーキンド星人 - 廣瀬武央[66]

#### スーツアクター（映画）
- ウルトラマンタイガ、ウルトラマンレイガ[66] - 岩田栄慶
- ウルトラマンタイタス 、グリムド[66] - 桑原義樹
- ウルトラマンフーマ  - 岡部暁
- ウルトラマントレギア - 石川真之介
- ウルトラマンビクトリー - 矢倉翔太
- ウルトラマンジード - 力丸佳大
- ウルトラマンロッソ - 大村将弘
- ウルトラマンブル  - 稲庭渉
- ウルトラウーマングリージョ - 安達仁美
- ヘルベロス - 梶川賢司
- ゴロサンダー - 高橋舜
- ナイトファング - 飯島幸太
- レギオノイド ダダ・カスタマイズ - 永地悠斗
- ダダ - 新井宏幸
- ファントン星人 - 福島弘之

### スタッフ（映画）
- 監修 - 塚越隆行[182]
- 監督 - 市野龍一[182]
- VFXスーパーバイザー - 尾上克郎[182]
- 脚本 - 林壮太郎[182]、中野貴雄[182]
- チーフプロデューサー - 北浦嗣巳[182]
- プロデューサー - 村山和之[182]、岡本有将[182]
- 撮影 - 新井毅[182]
- 照明 - 武山弘道[182]
- 録音 - 星一郎[182]
- 美術 - 木場太郎[182]
- 編集 - 矢船陽介[182]
- キャスティング - 島田和正[182]
- アクションコーディネート - 寺井大介[182]
- VFX - 三輪智章[182]
- 音楽 - 森悠也[182]
- 劇場版ウルトラマンタイガ製作委員会[182]
- 配給 - 松竹ODS事業室[182]

### 音楽（映画）
主題歌「ドラマティック」
作詞・作曲・編曲 - 渡辺拓也 / 歌 - 小野大輔

### 制作（映画）
当初から、ニュージェネレーションヒーローズの登場は決まっており、『タイガ』のテレビシリーズ最終回でヒロユキの力を借りずとも実体化できるようになったことを打ち明けられないタイガとヒロユキの関係性を描くため、「ウルトラマンタイガ卒業スペシャル」というワードから『3年B組金八先生』のOBのようにニュージェネレーションヒーローズたちの中でヒロユキとタイガの別れを描くものとなった。
物語は、『タイガ』のテレビシリーズの半年後となっている。
トライスクワッド3体の共闘シーンは、実体化できることをカミングアウトするシーンが直前にあったため、台本にはなかったが急遽追加された。
ラストシーンでタイガたちの社員証のくだりがあったため、その逆算からテレビシリーズの最終回のラストシーンでも社員証のくだりが入れられた。

### 公開応援配信
YouTubeウルトラマン公式で、劇場版タイガ公開応援配信として過去のエピソードを配信。
| # | 配信日        | エピソード                                                  |
| - | ------------- | ----------------------------------------------------------- |
| 1 | 2020年 8月7日 | 『ウルトラマンタロウ』 第33話「ウルトラの国 大爆発5秒前！」 |
| 2 | 8月14日       | 『ウルトラマンタロウ』 第34話「ウルトラ6兄弟最後の日！」    |
| 3 | 8月21日       | 『ウルトラマンメビウス』 第29話「別れの日」                 |
| 4 | 8月28日       | 『ウルトラマンメビウス』 第30話「約束の炎」                 |

## 他媒体展開

### Webドラマ
ウルトラギャラクシーファイト 大いなる陰謀
2020年11月22日配信。Chapter.3『明かされし野望 -Appearance-』に登場。劇場版後のタイガ、タイタス、フーマが描かれる。

### ゲーム
データカードダス『ウルトラマン フュージョンファイト!』
本作品の放送と連動したシリーズ『バディチェンジ』が稼働。
くじガシャポン『ウルトラマン アバレンボウル』
2019年7月19日より稼働開始。

### 小説
『友は風の彼方に』
執筆：林壮太郎
Blu-ray BOXII封入の「ULTRAMAN TAIGA SPECIAL NOTE II」に掲載。ヒロユキとカナの最初の出会いや、ヒロユキがE.G.I.S.に入社するまでを描く。
『輝く風の朝に』
執筆：林壮太郎
劇場版のBlu-ray BOX封入の「ULTRAMAN TAIGA THE MOVIE SPECIAL NOTE」に掲載。時代設定は劇場版から1年半後で、トライスクワッドが去った後のE.G.I.S.の活躍を描く。
『トレギア物語/青い影』
執筆：中野貴雄、監修：円谷プロ
書籍『ウルトラマンタイガ超全集』（小学館）収録の書き下ろし小説。トレギアとタロウの過去について描いている。